# Biserica de lemn din Ieud Șes

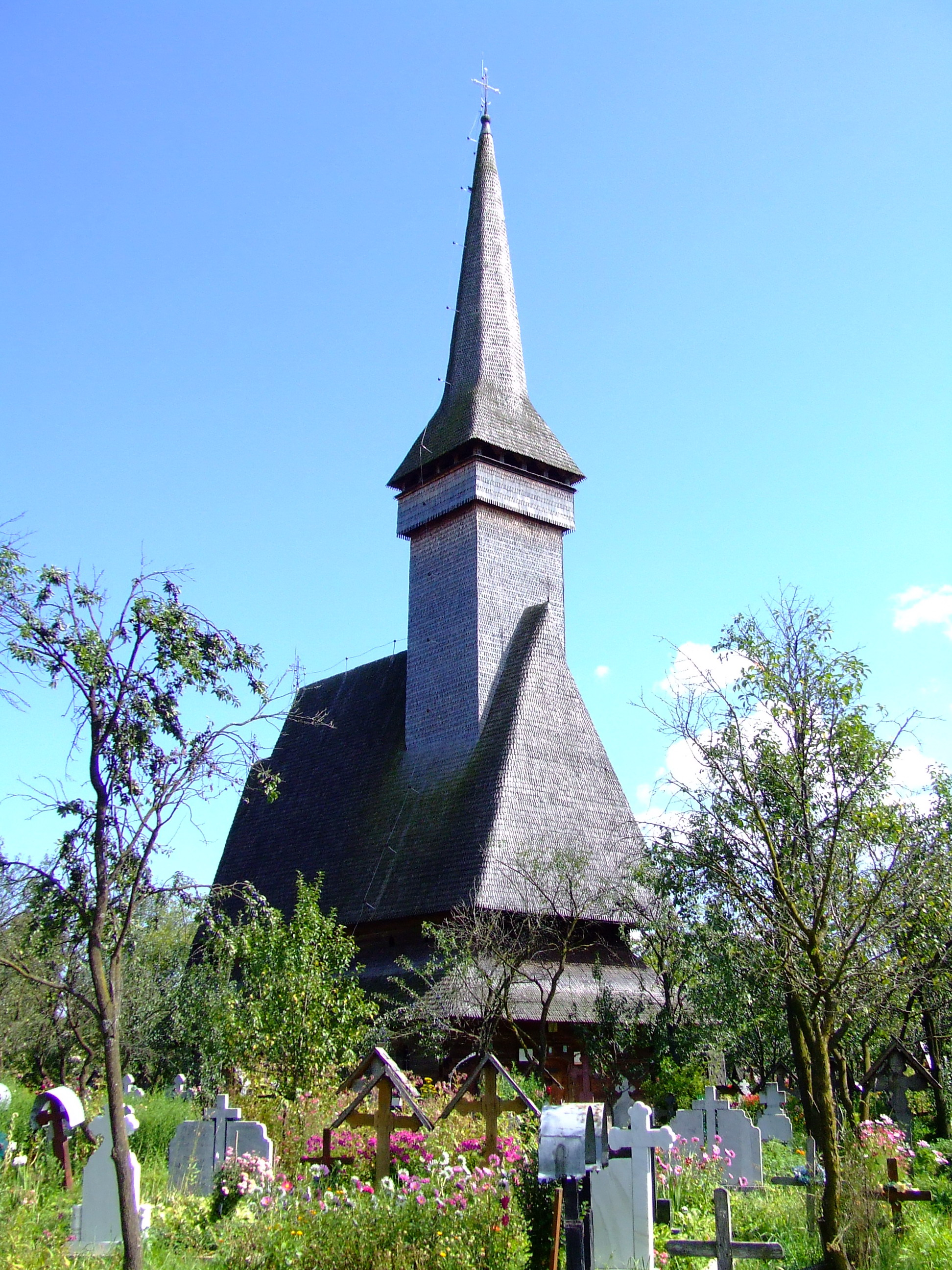
Ieud Şes, 2008

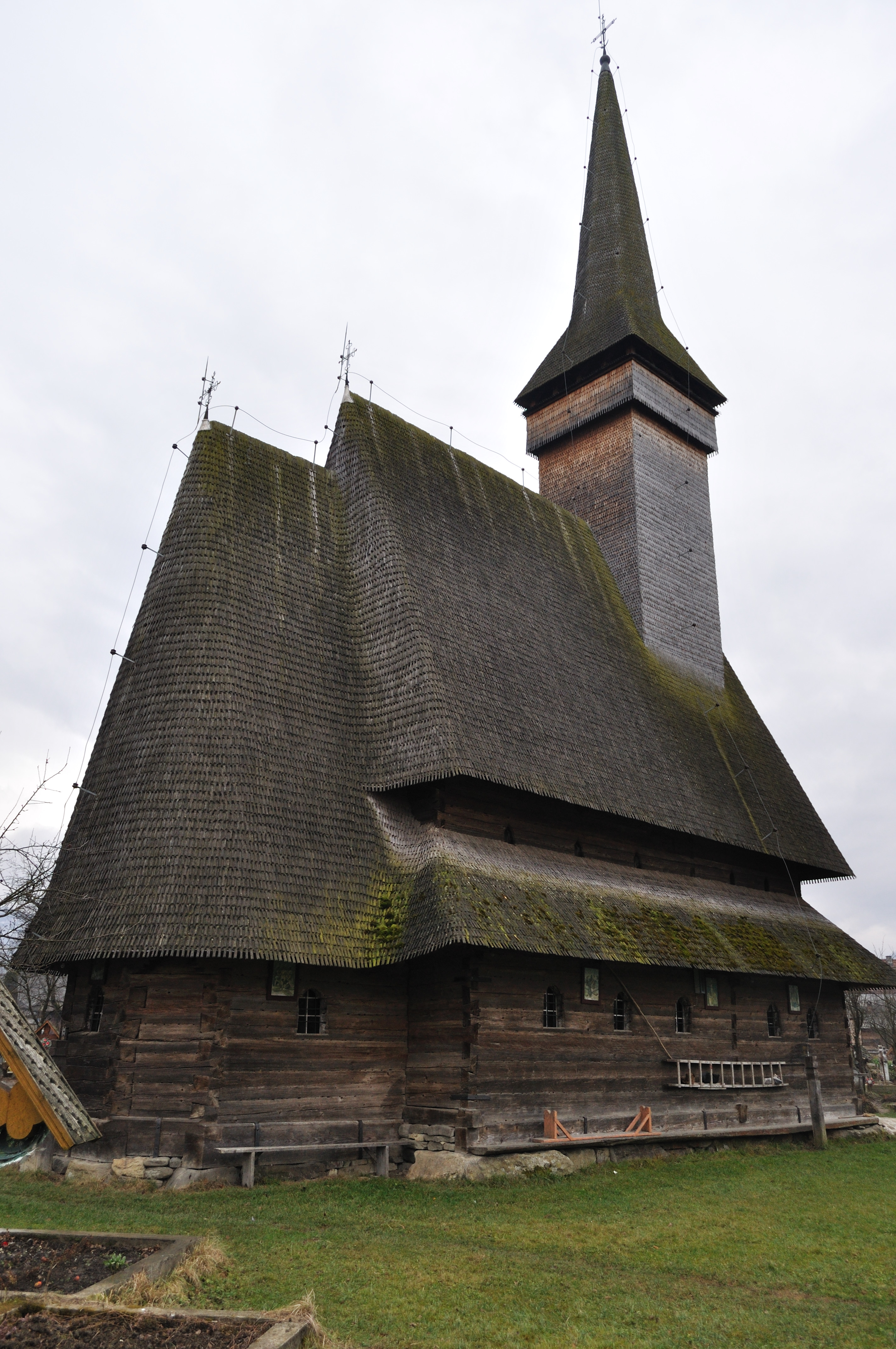
Biserica de lemn Nașterea Maicii Domnului din Ieud-Șes, județul Maramureș, foto: decembrie, 2010.

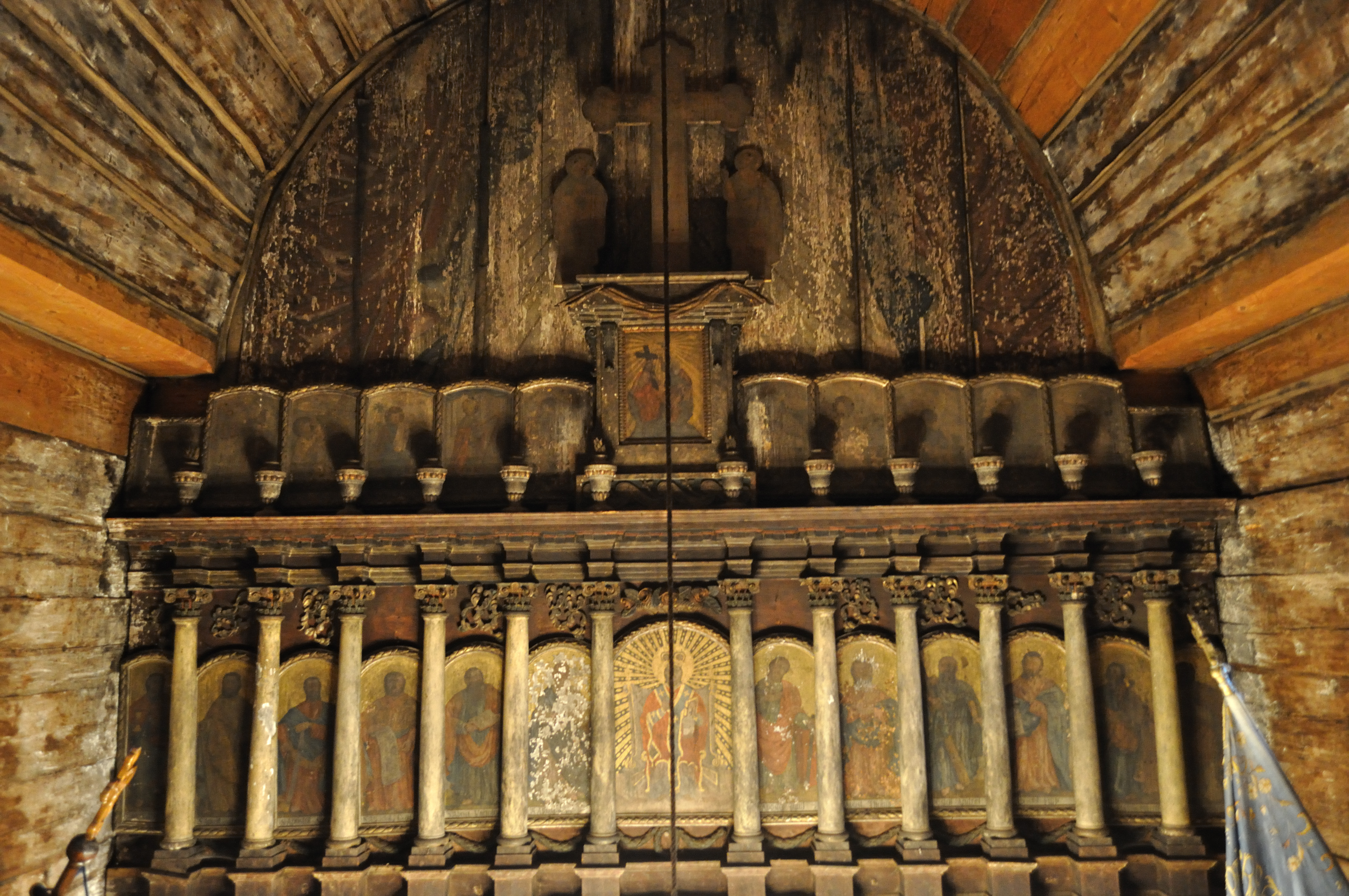
Catapeteasma văzută din corul bisericii

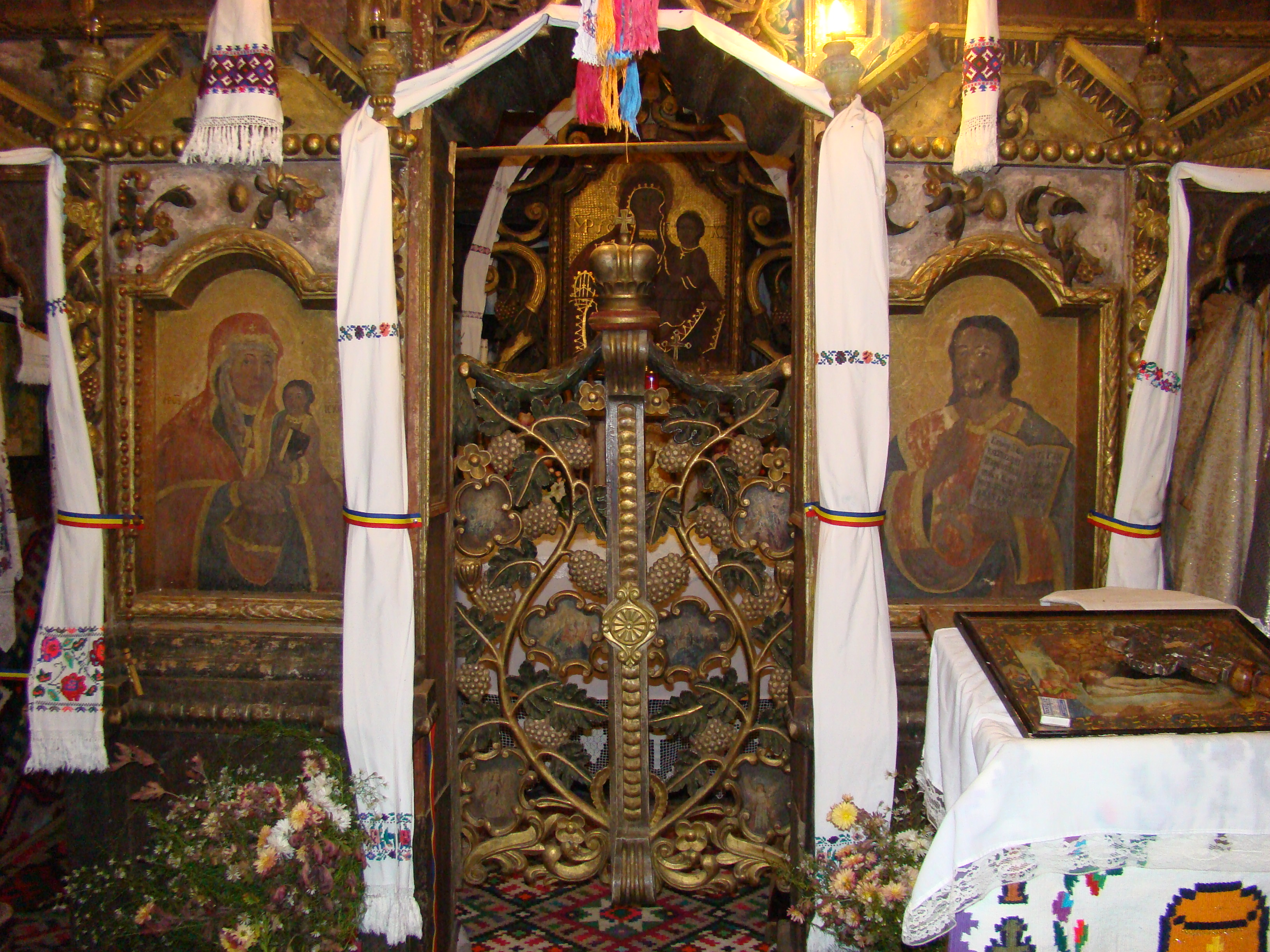
Uși și icoane împărătești

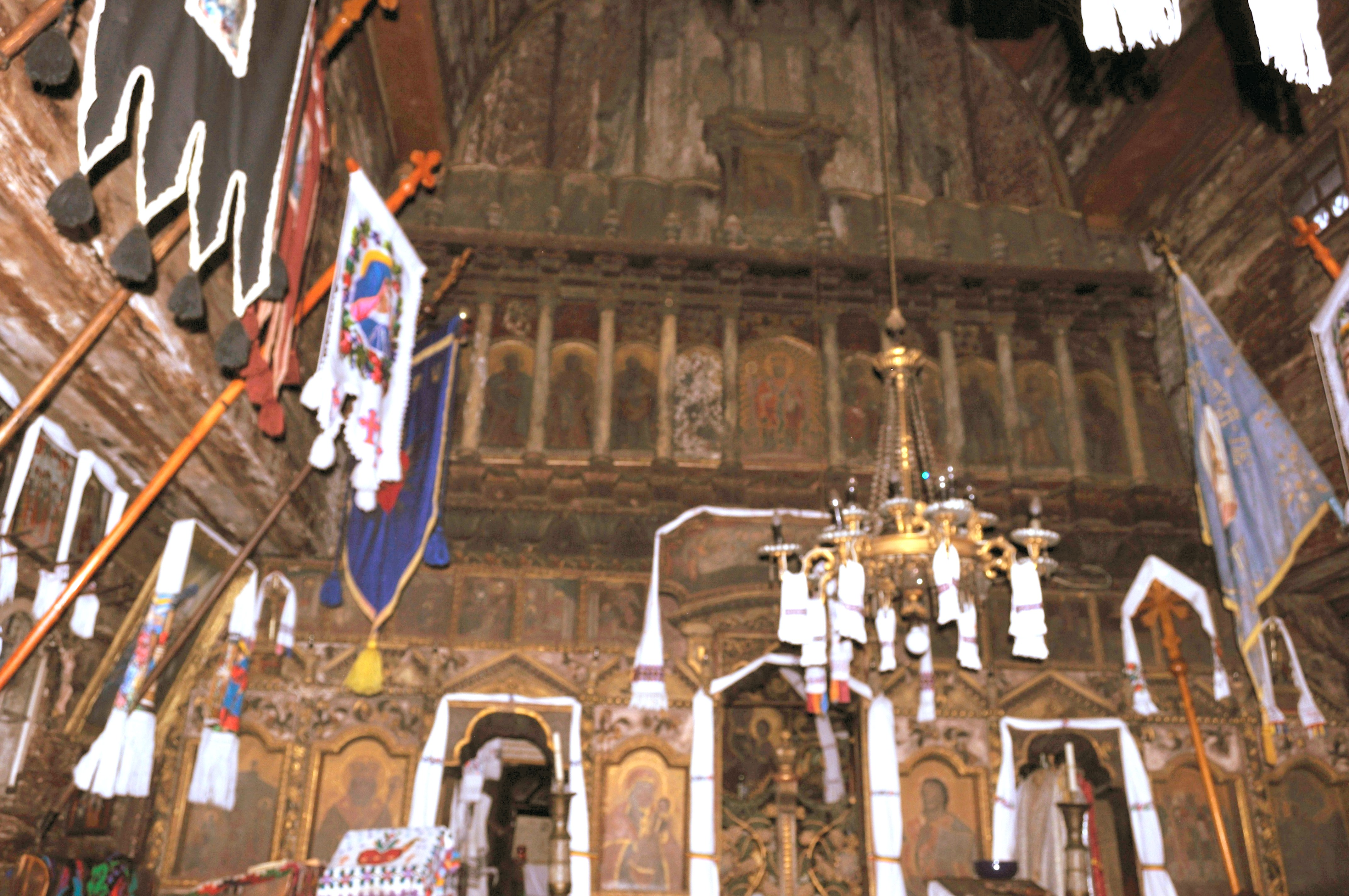
Interiorul navei

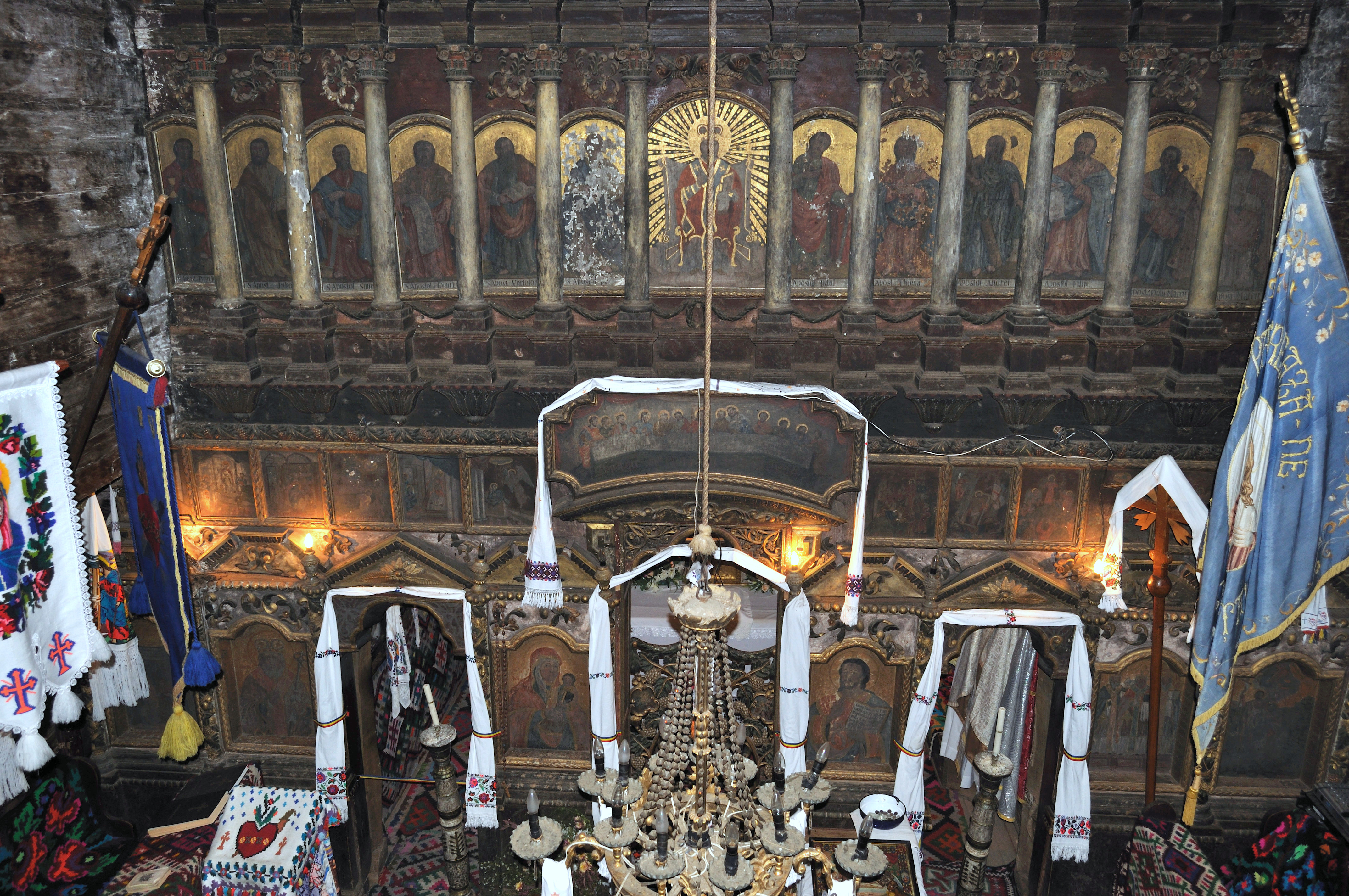
Catapeteasma văzută din corul bisericii

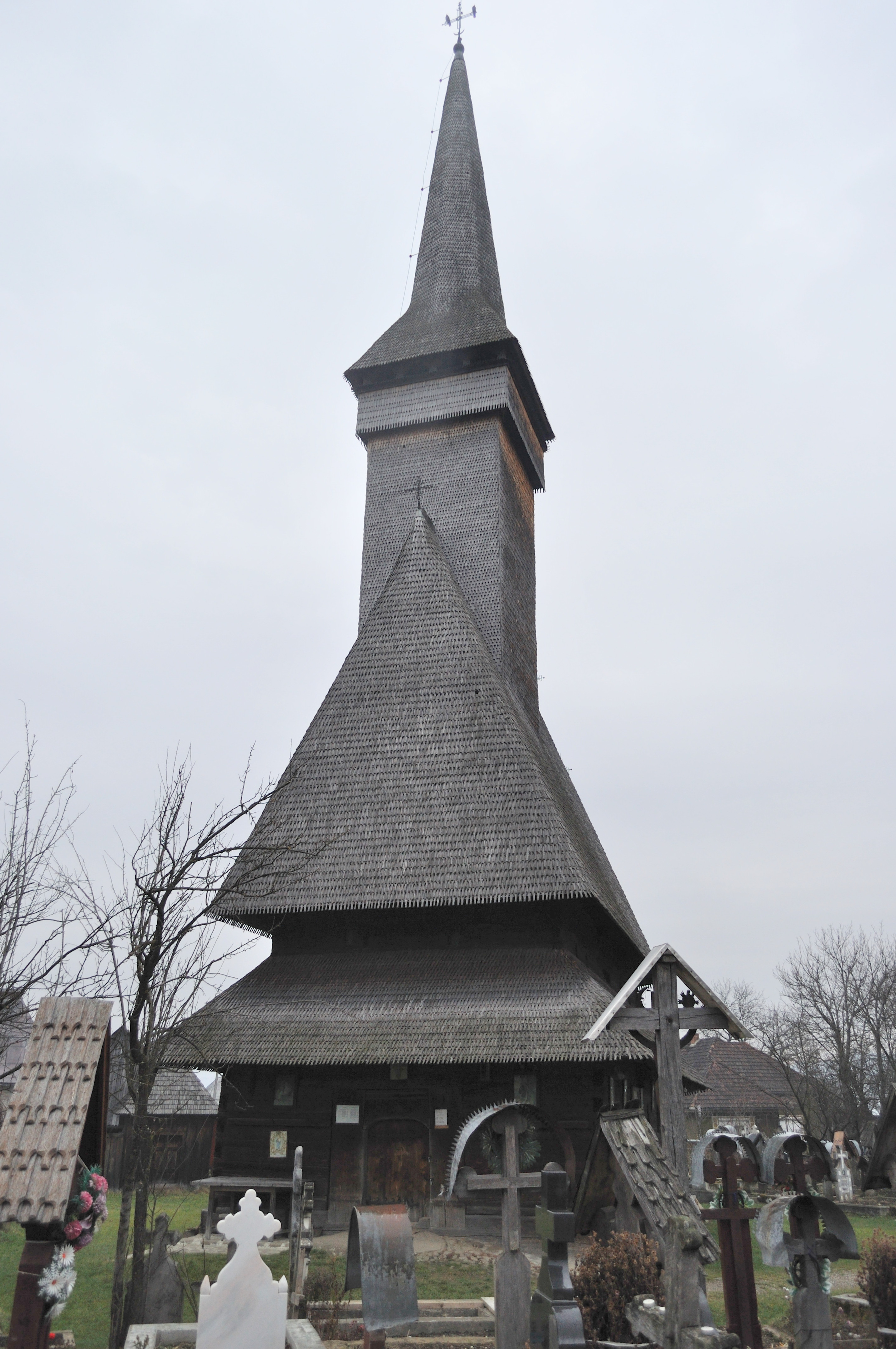
Biserica (vest)

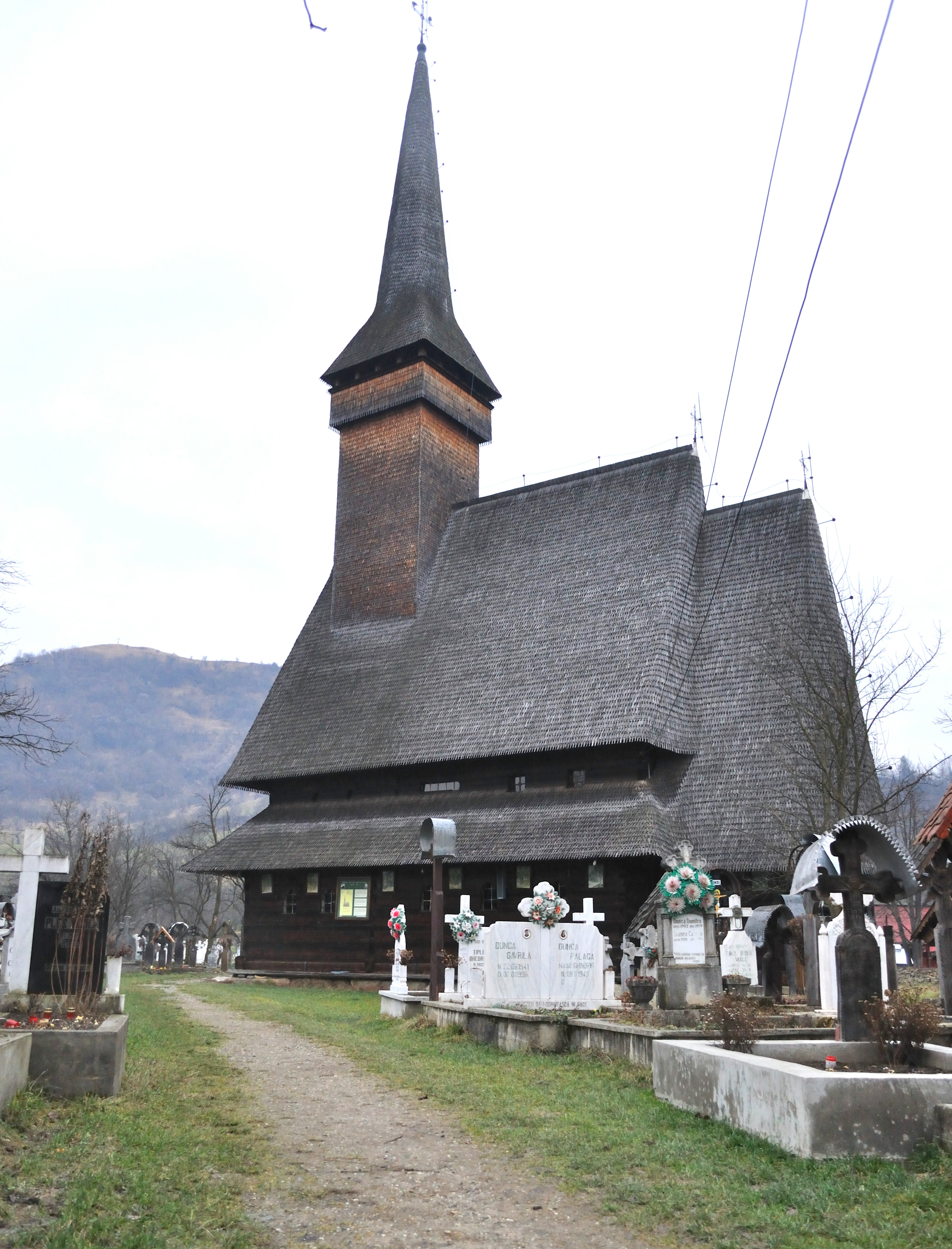
Biserica (sud-est)

A doua biserică de lemn din Ieud, din șes sau din vale, vechi lăcaș de cult greco-catolic, a fost construit, după documente de arhivă în 1712, însă tradiția spune că în 1717. Interiorul a fost decorat în stil bizantin în 1765 de către pictorul Alexandru Ponehalschi. Lăcașul are hramul Nașterea Maicii Domnului și figurează pe lista monumentelor istorice, cod LMI MM-II-a-A-04587.

## Istoric și trăsături
A fost înălțată în 1718, după ultima invazie tătară, fiind restaurată în 1962.  Vechi lăcaș de cult greco-catolic ((vezi, Șematism Maramureș 1936 retipărit in 2011, sursa: Episcopia Greco-Catolică de Maramureș), este una dintre cele mai mari construcții de lemn din România. Denumită și „catedrala de lemn”, prin monumentalitate și armonia proporțiilor este, poate, cea mai frumoasă biserică de lemn din Maramureș. 
Absida altarului de formă poligonală este decroșată, naosul dreptunghiular are o boltă semicilindrică supraînălțată. Peste pronaosul tăvănit se înalță turnul, cu o siluetă zveltă și o înălțime apreciabilă. Acoperișul este foarte înalt și abrupt, cu poală dublă. Pictura interioară, realizată în 1841, este aproape în întregime ștearsă. În interior se păstrează o foarte frumoasă și valoroasă colecție de icoane pe sticlă din Nicula și din alte centre de zugravi din Transilvania.

## Imagini din interior

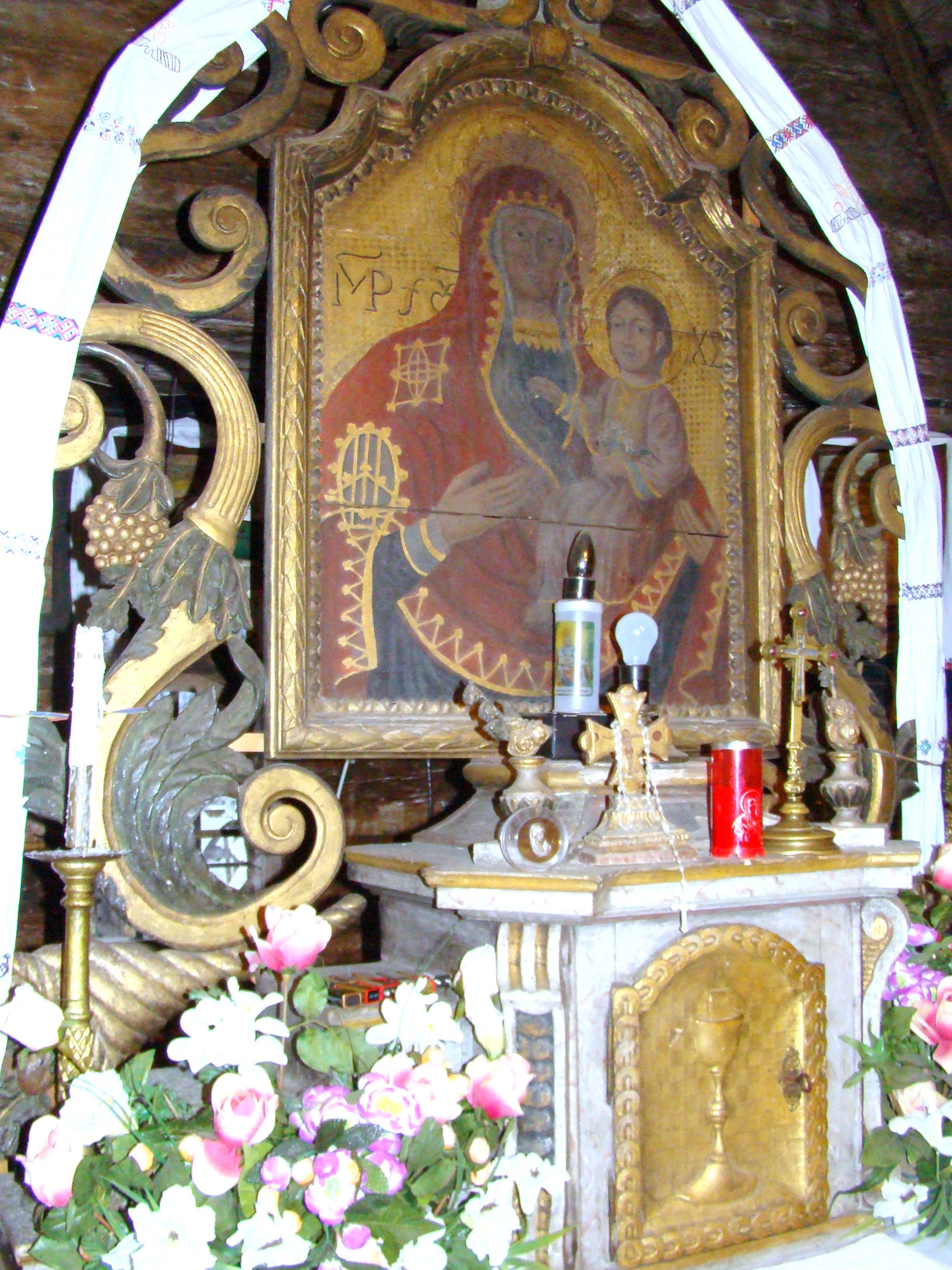
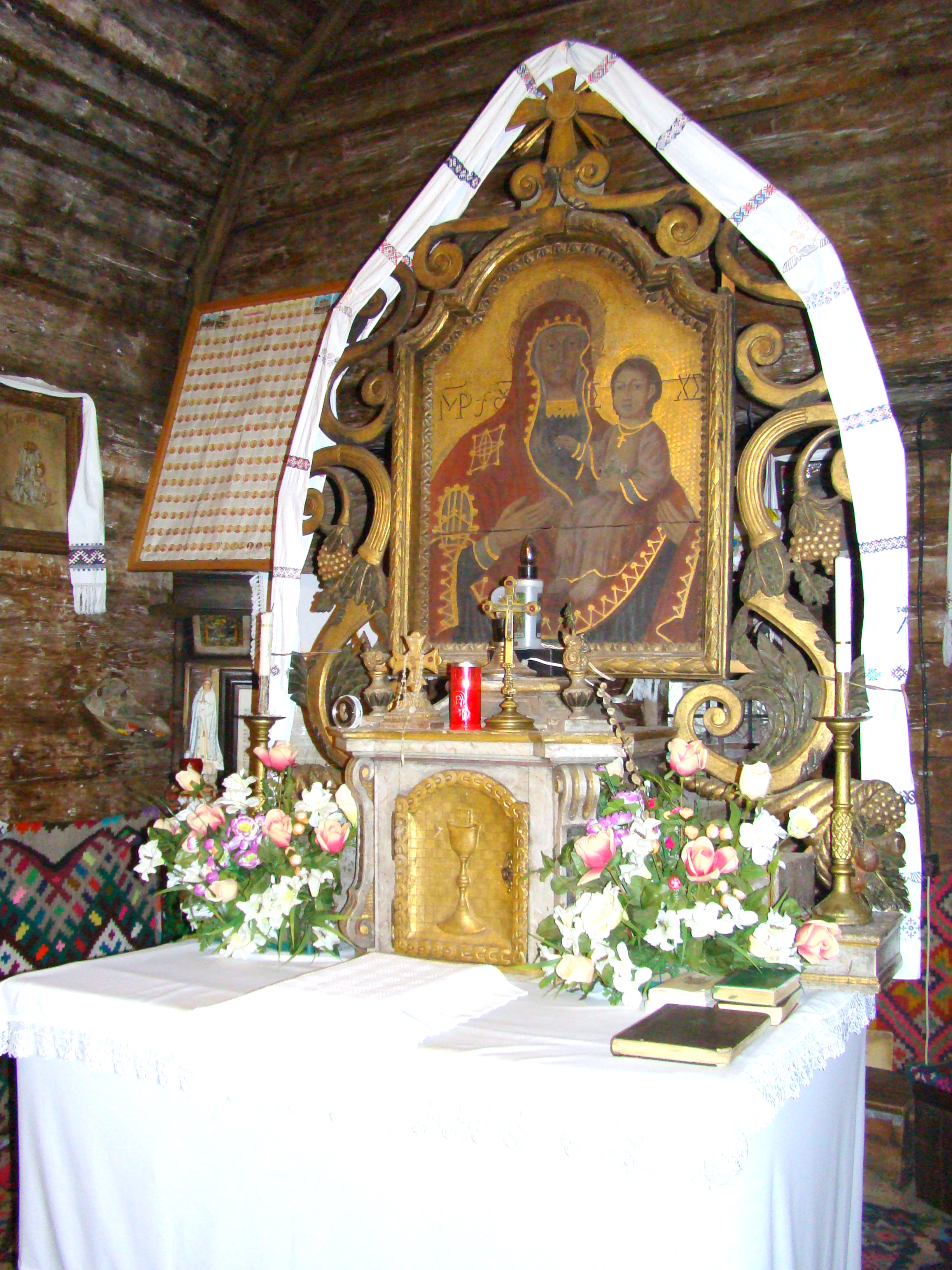
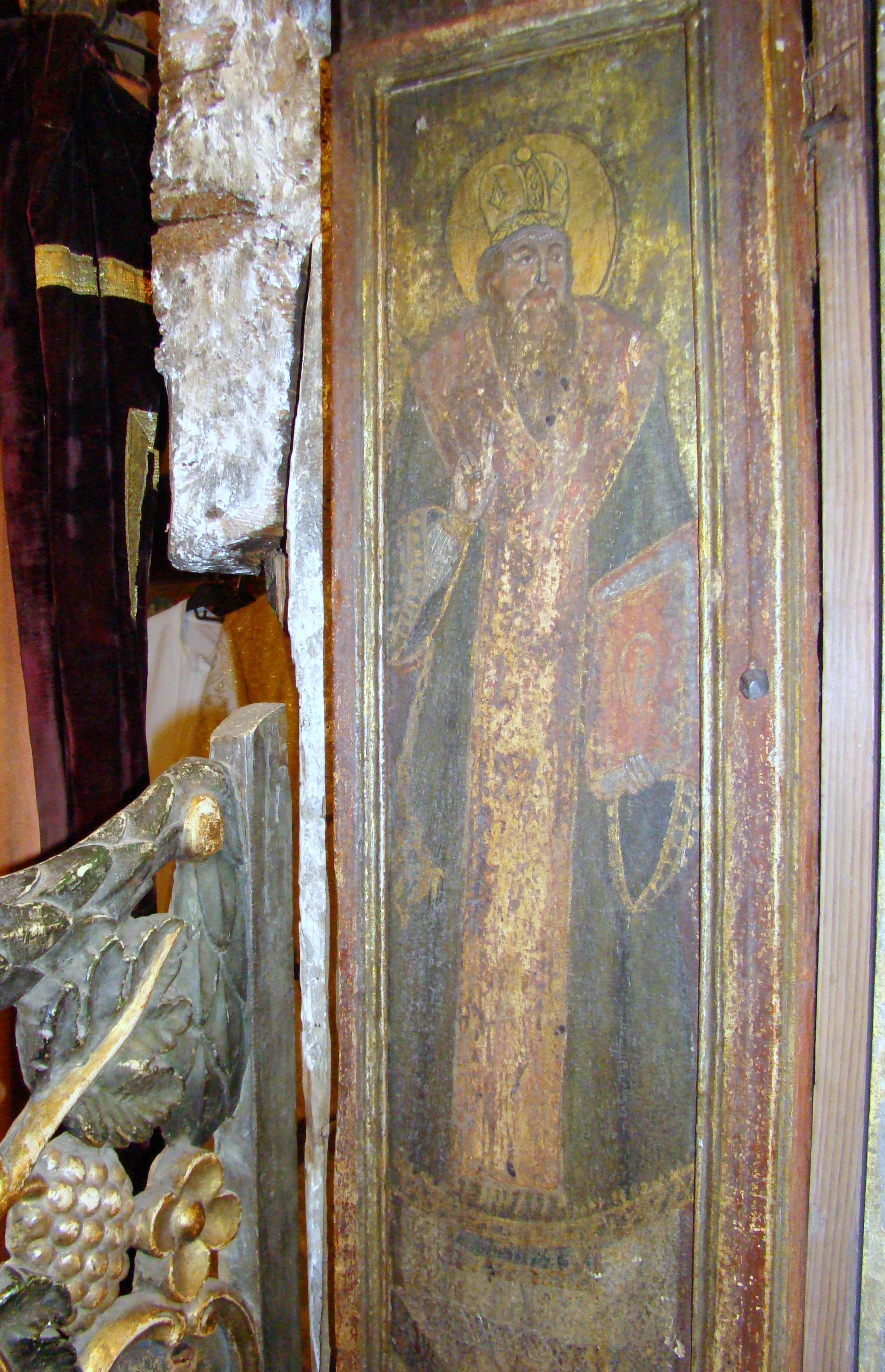
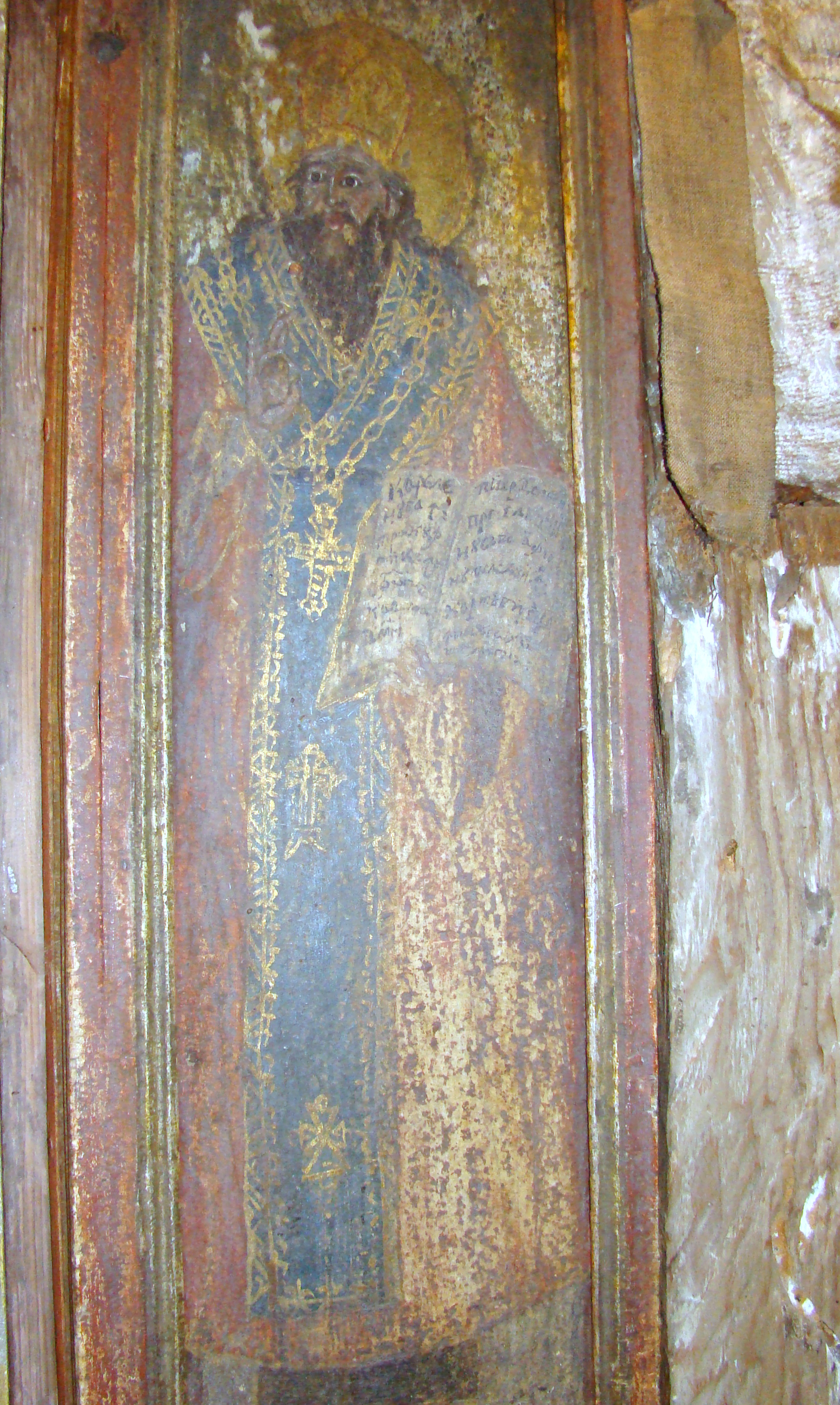
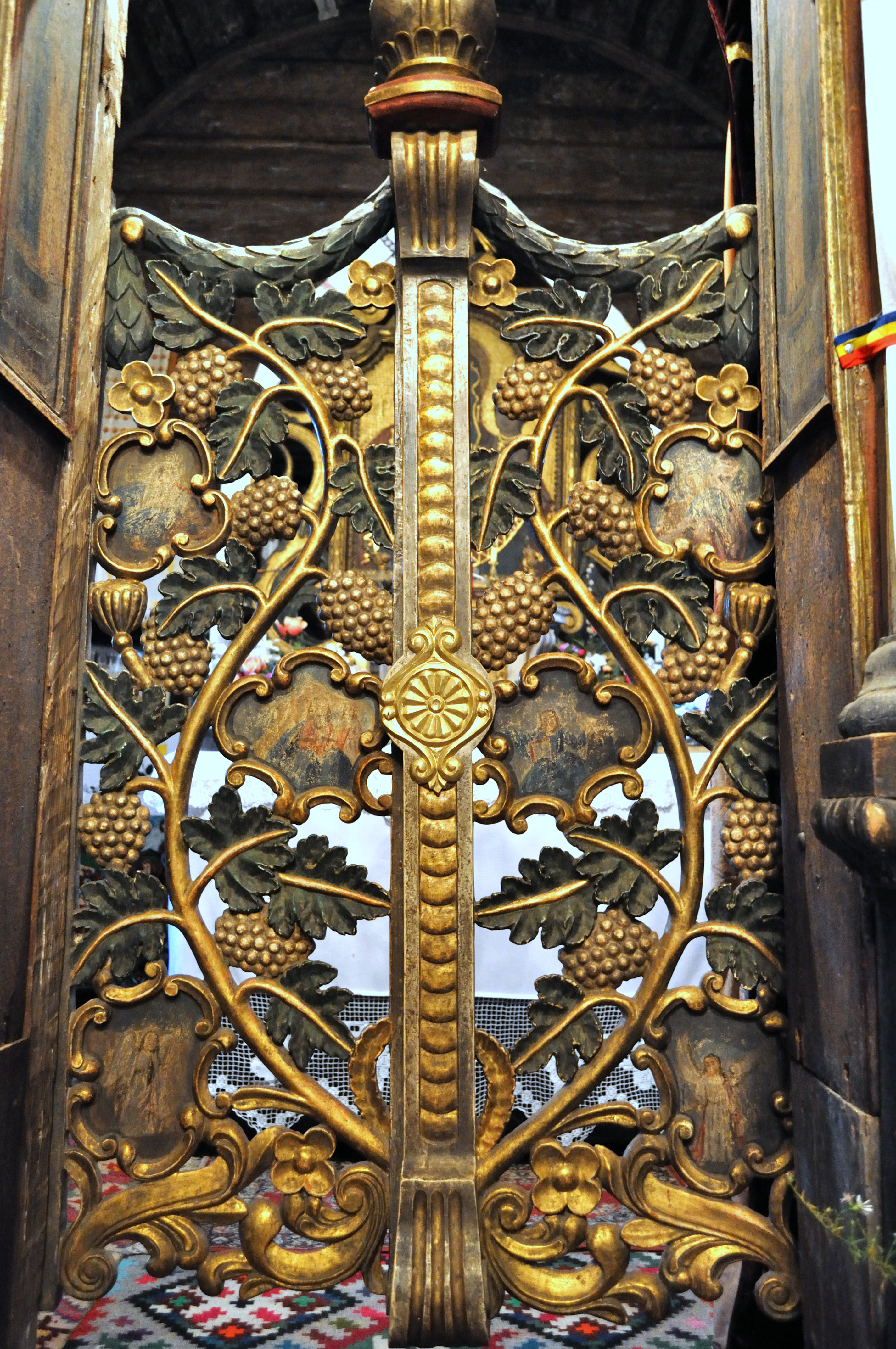
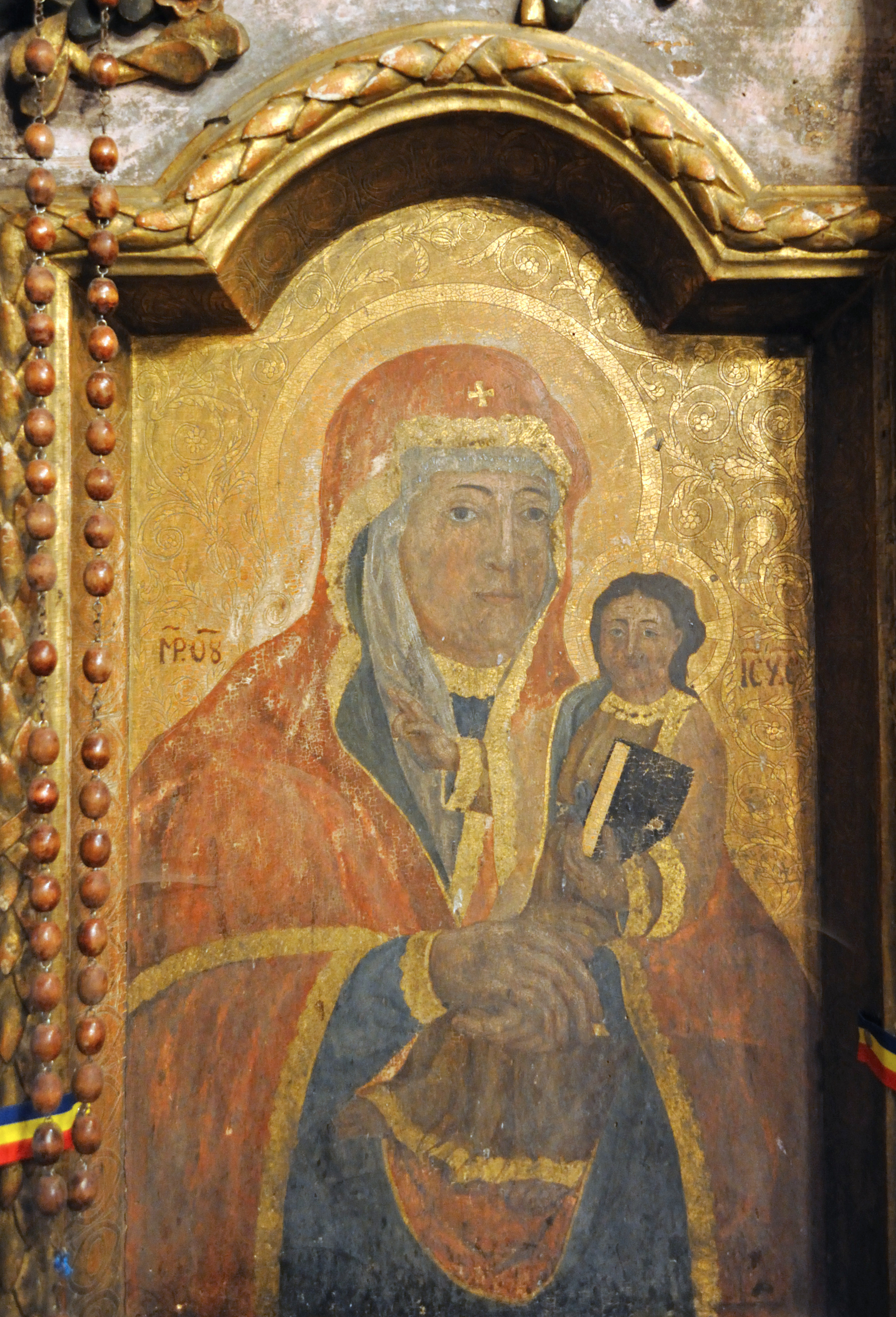
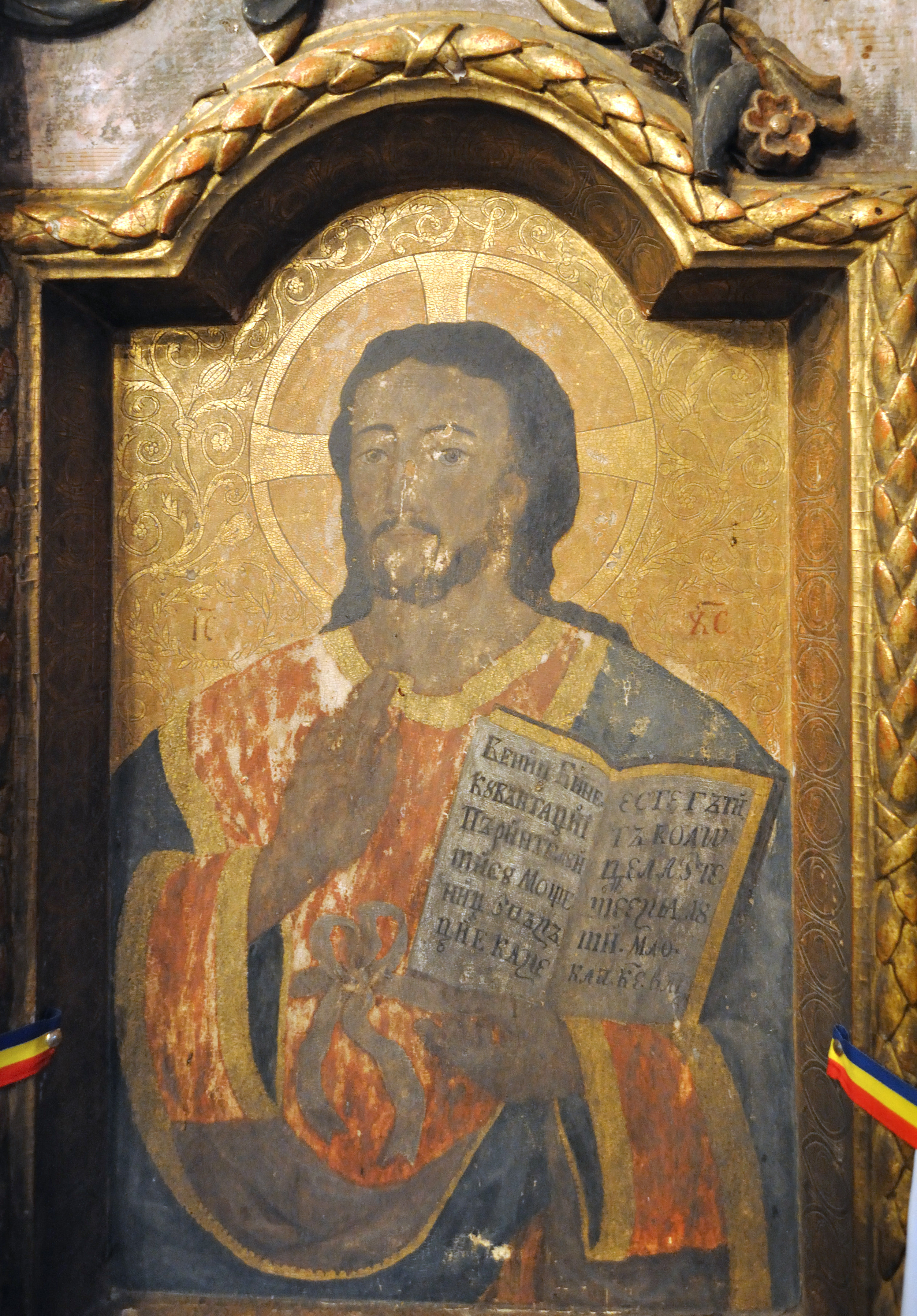
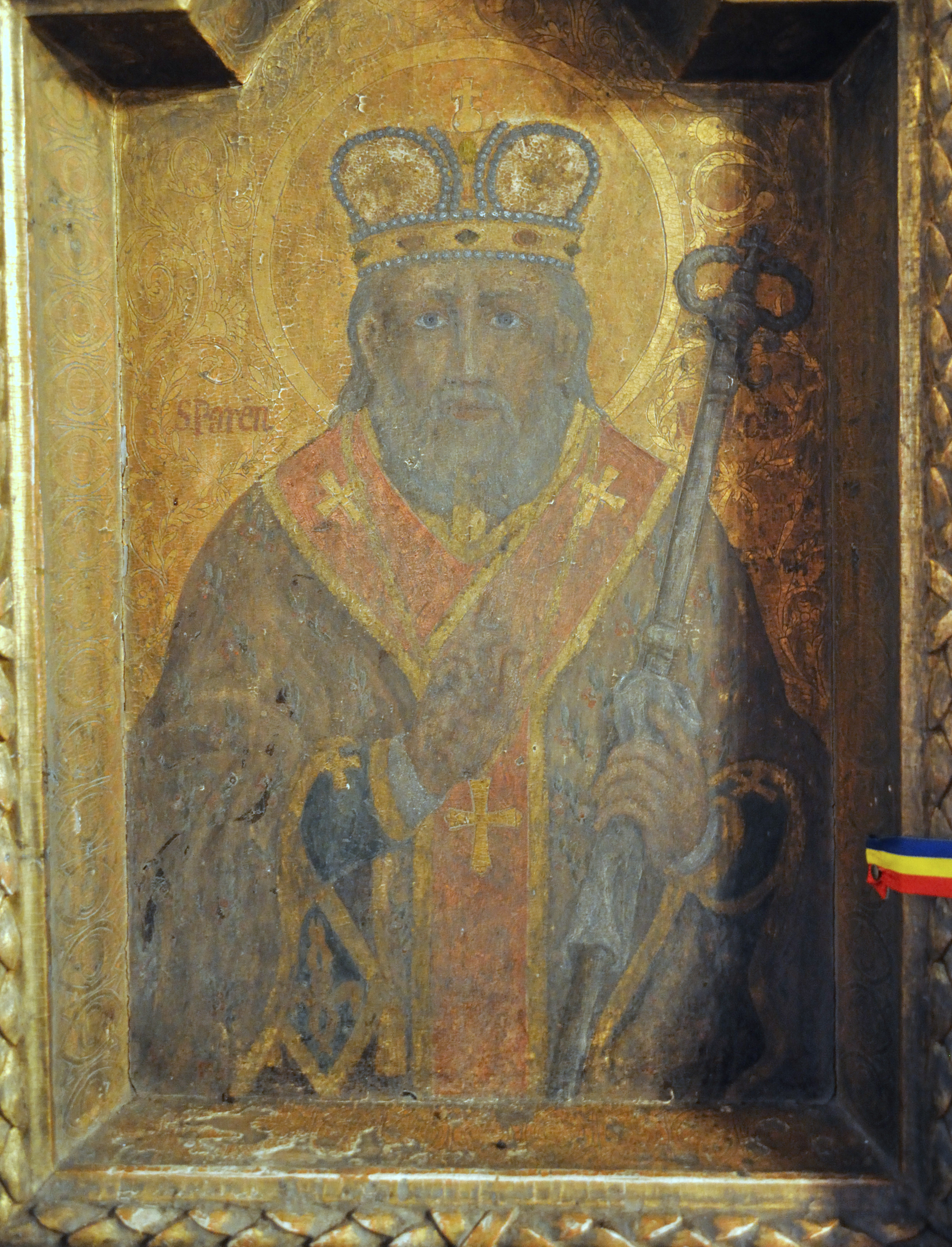
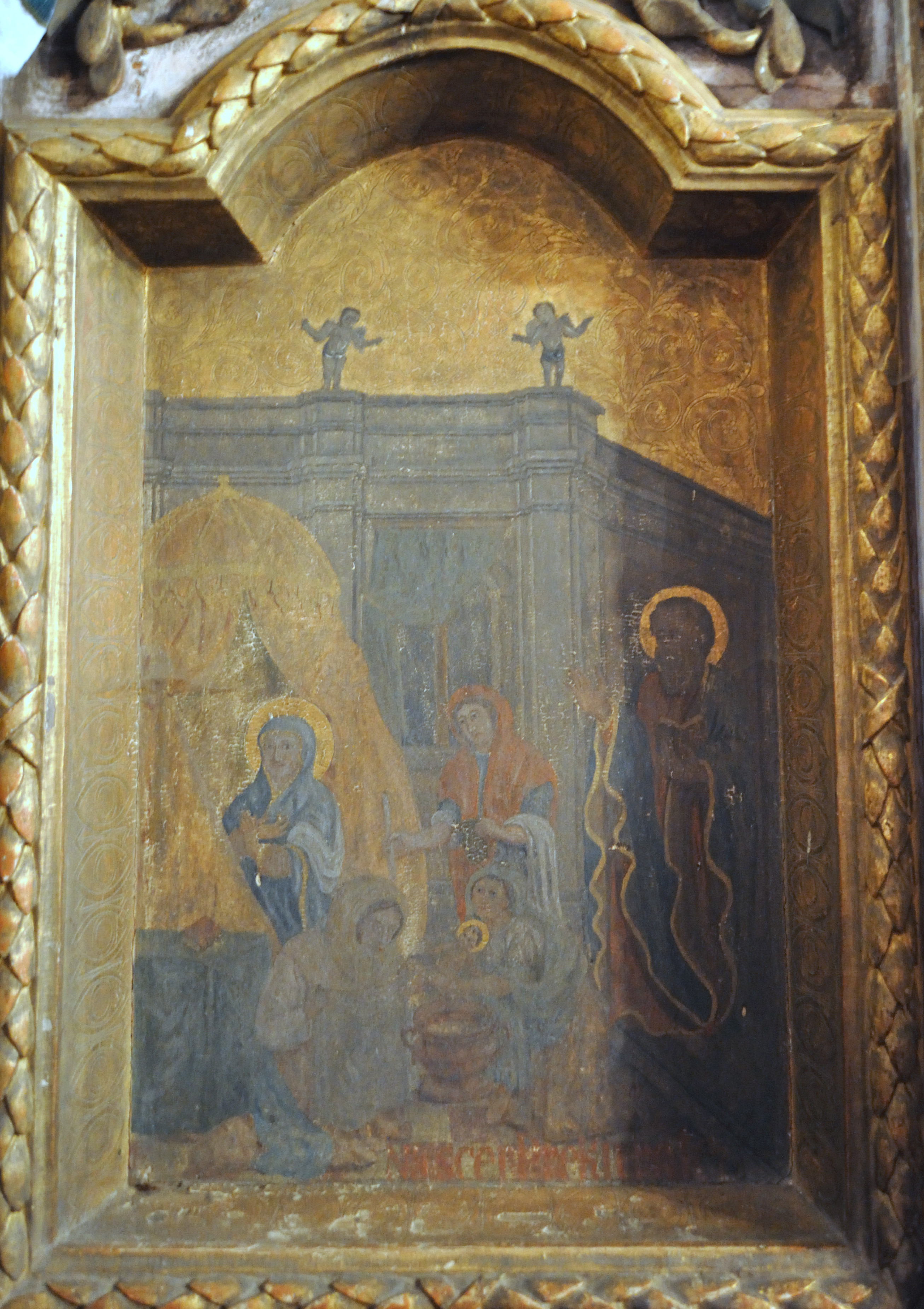
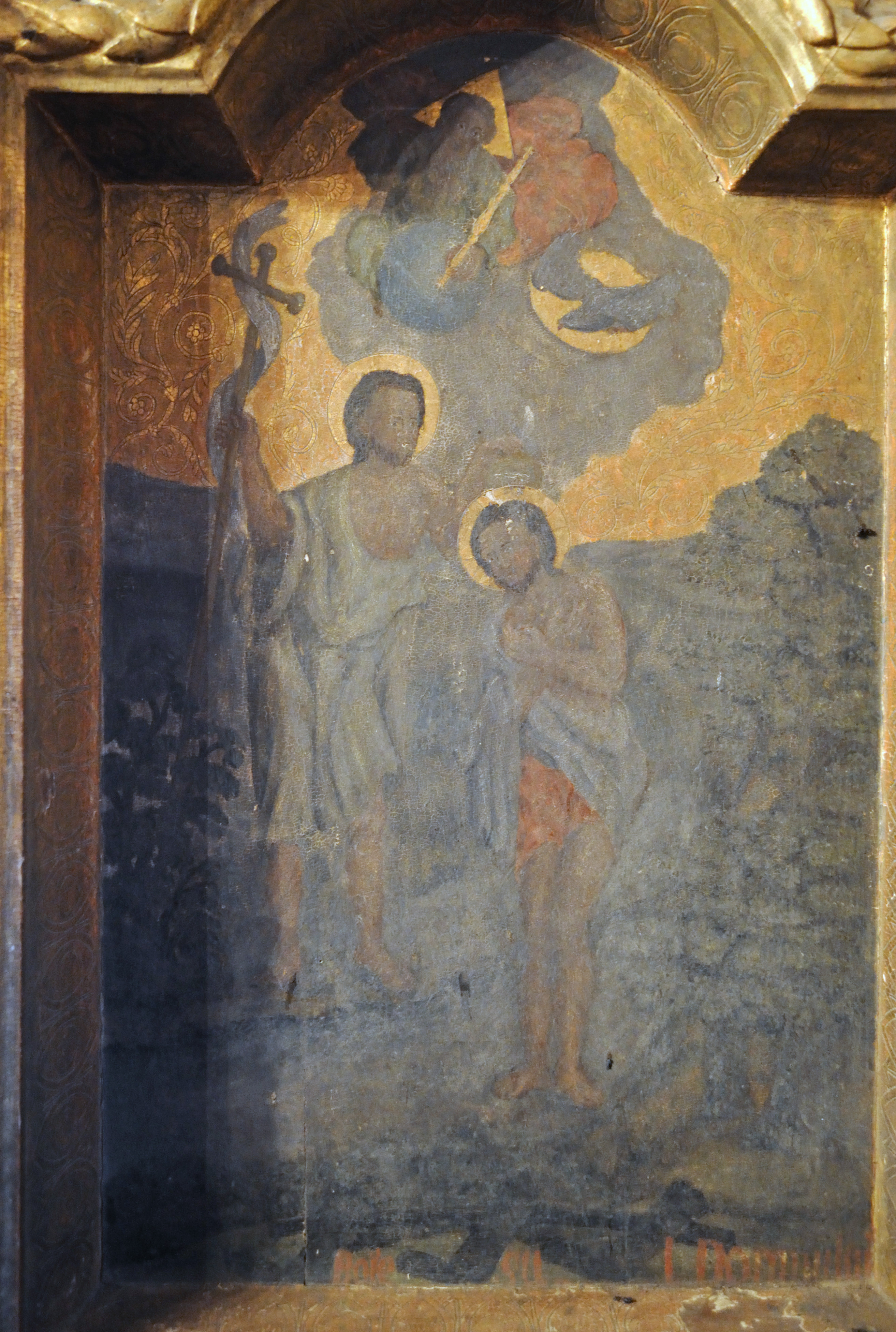
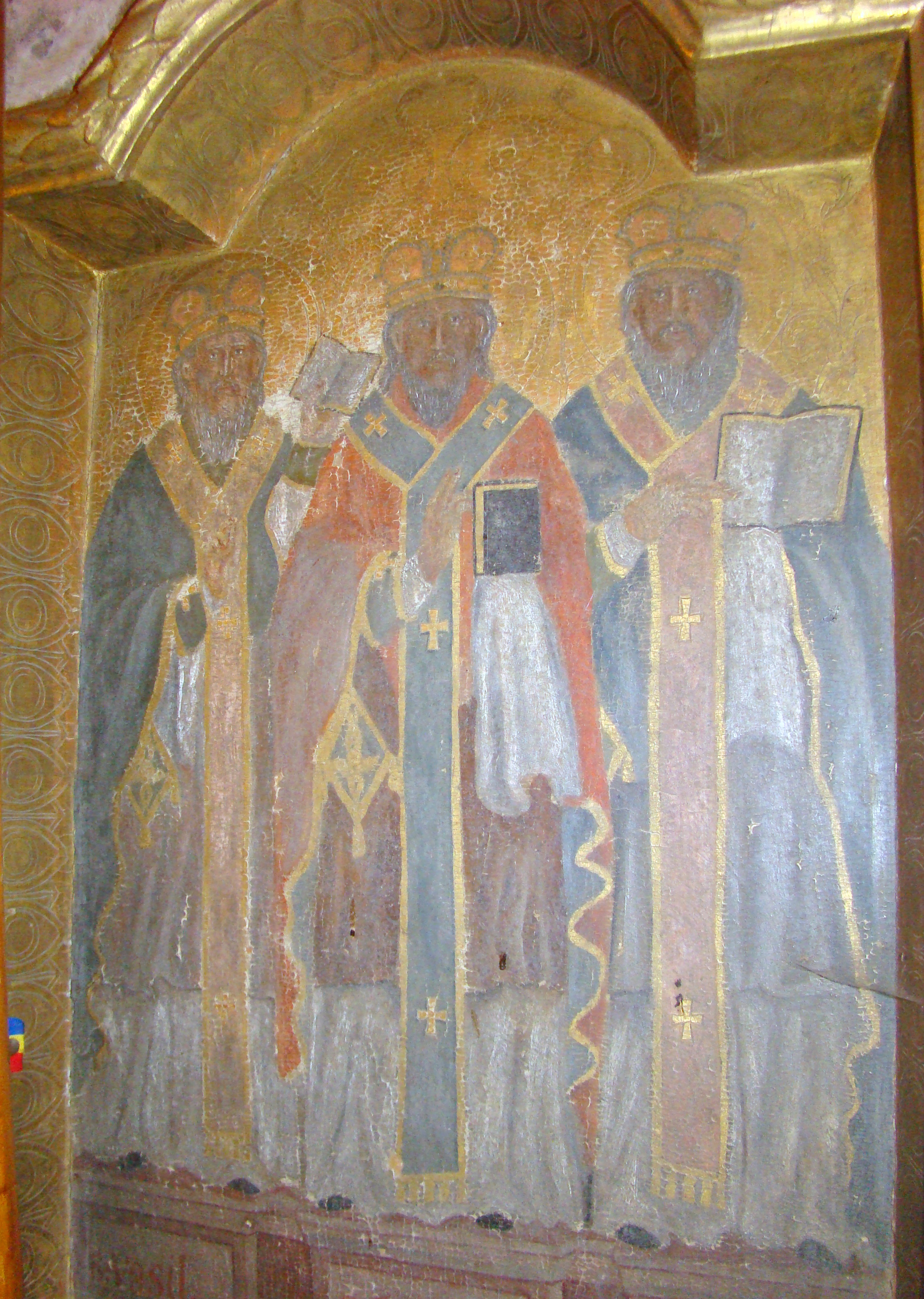
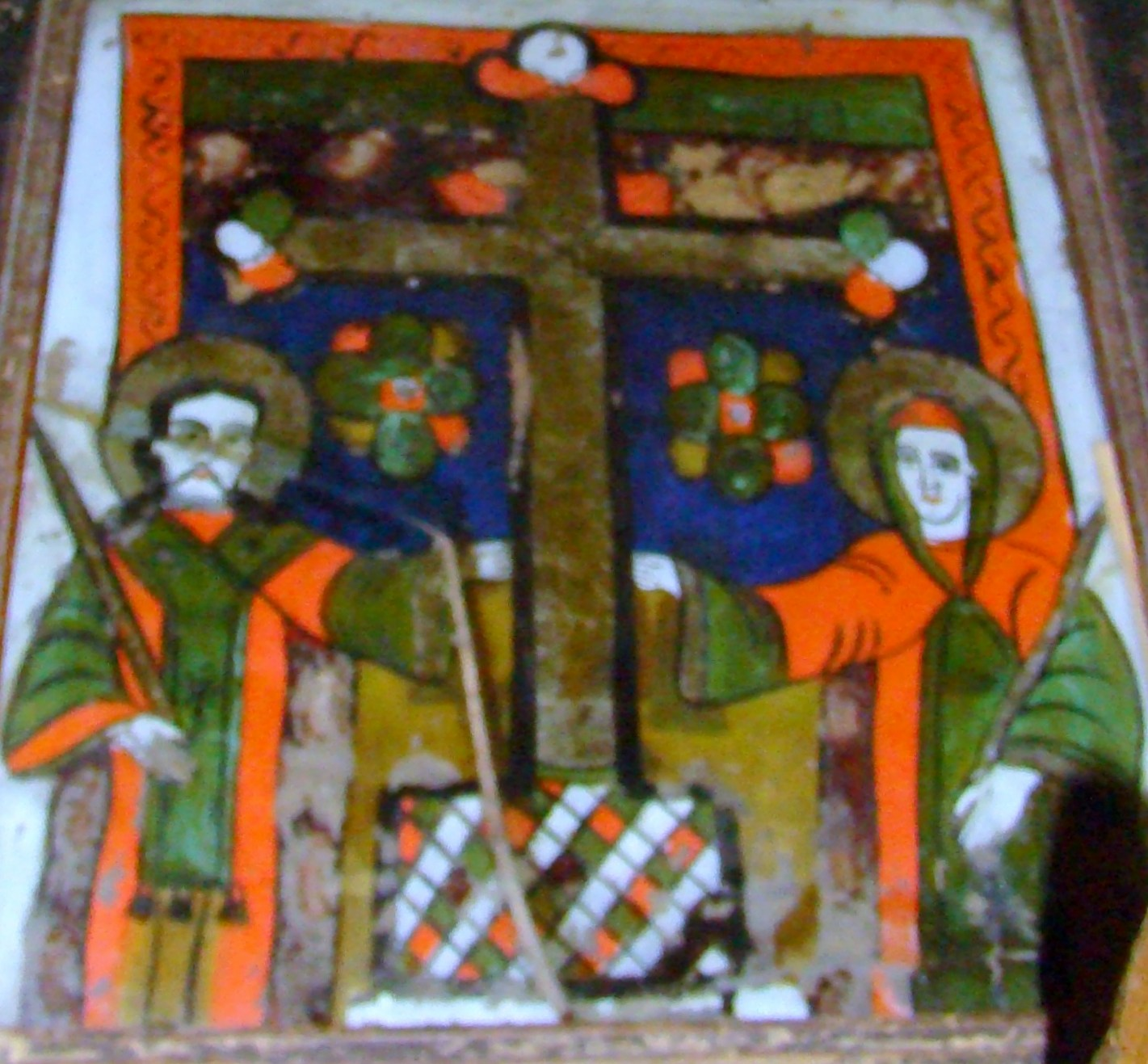
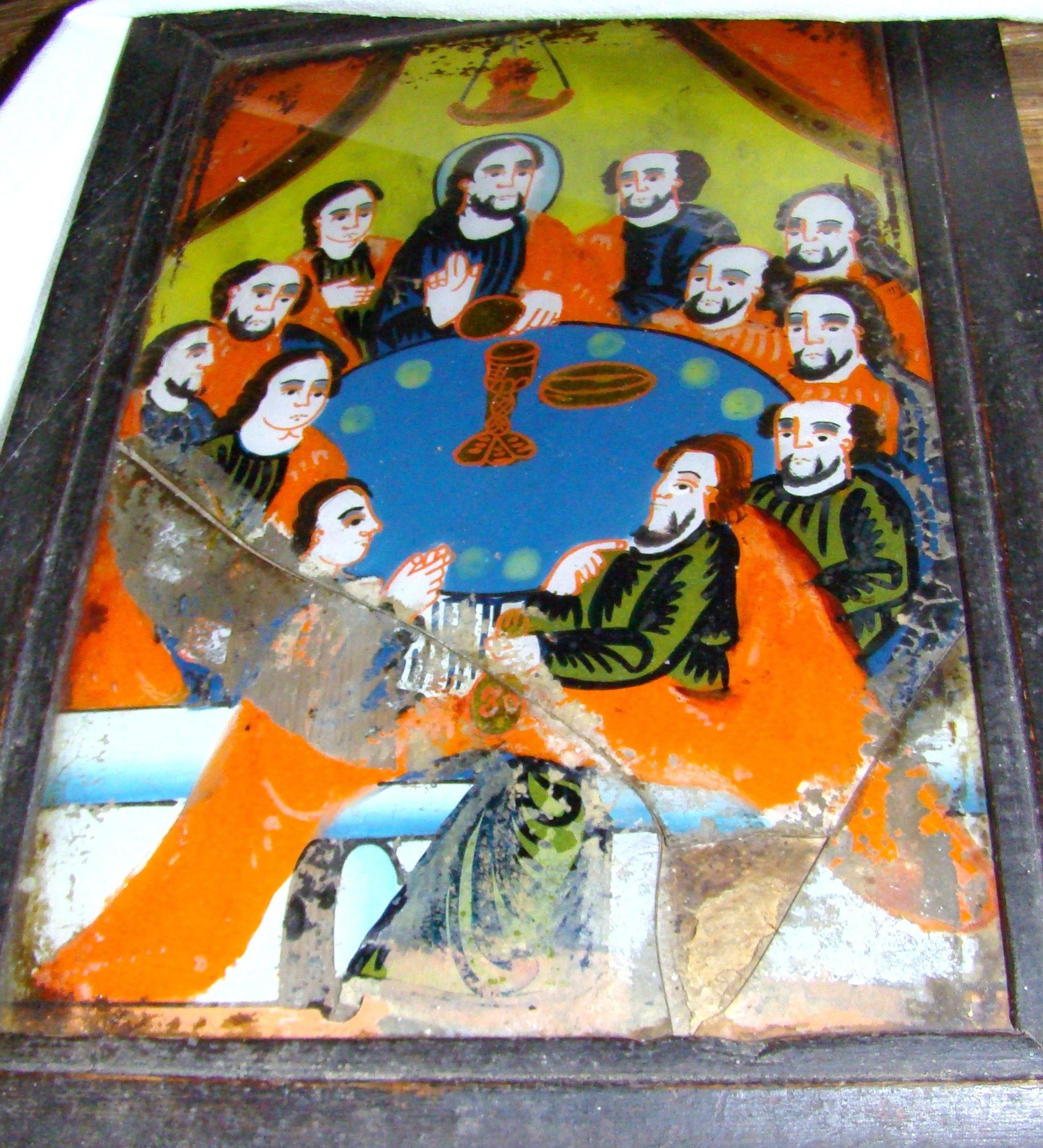
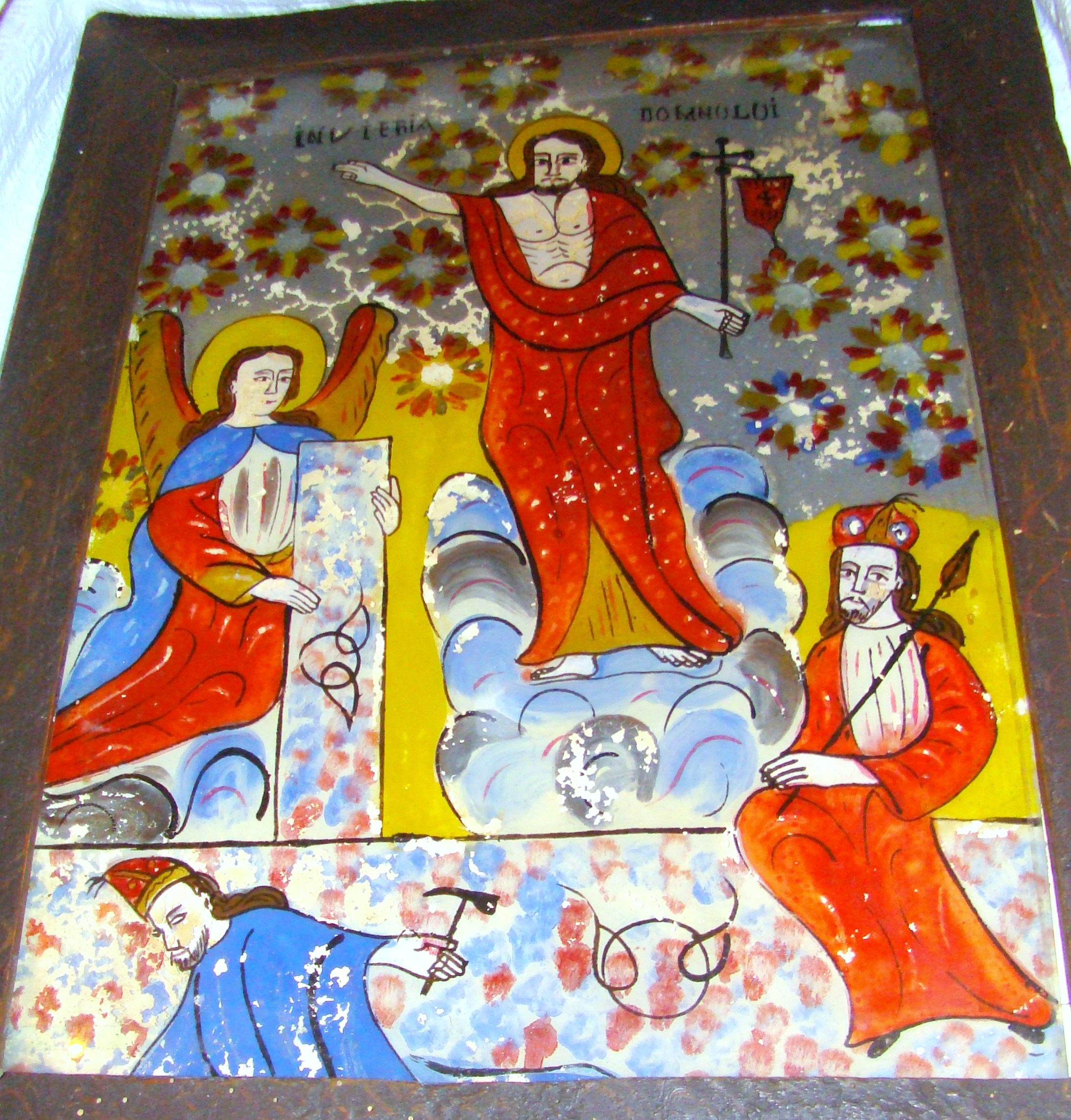
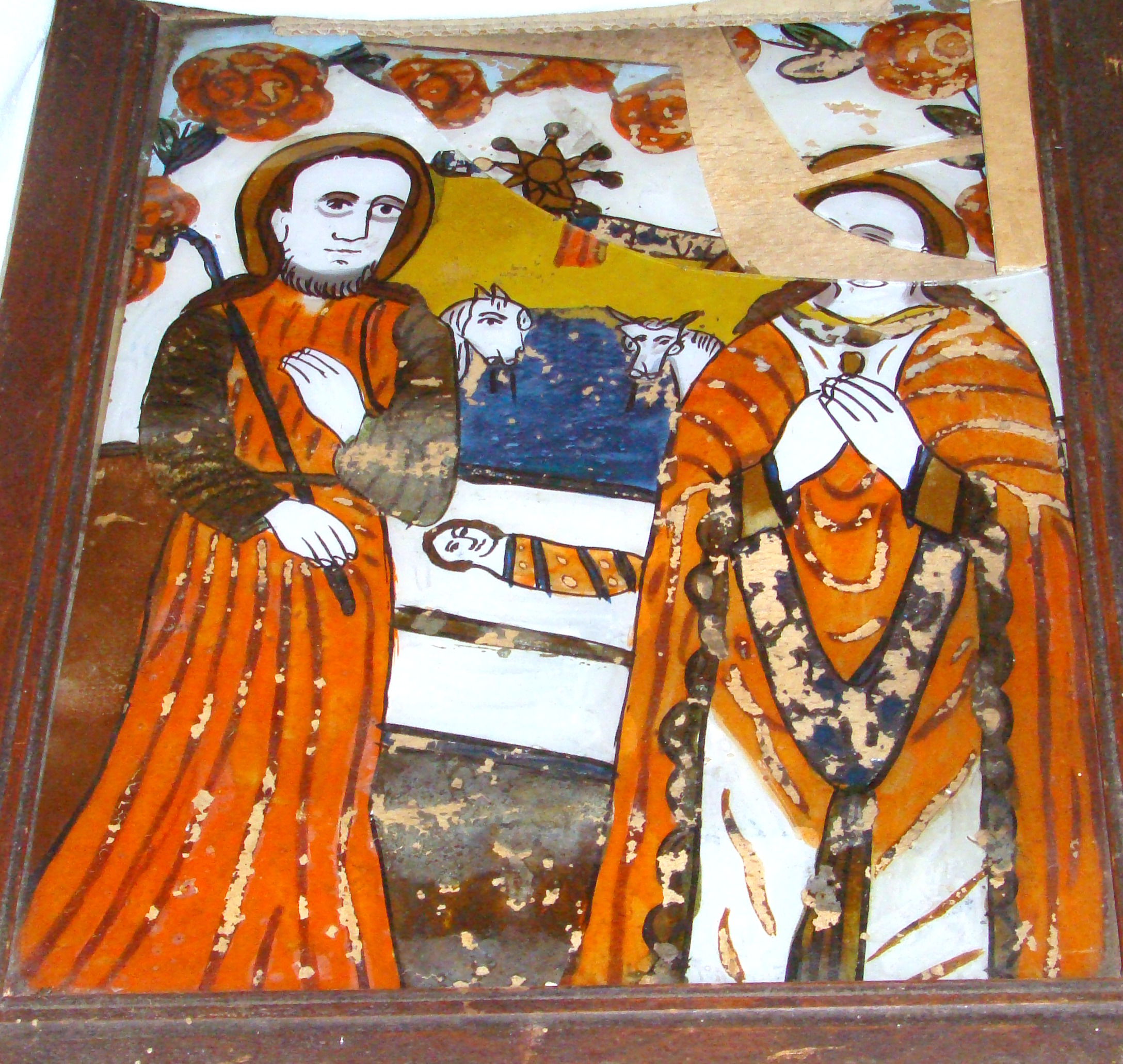
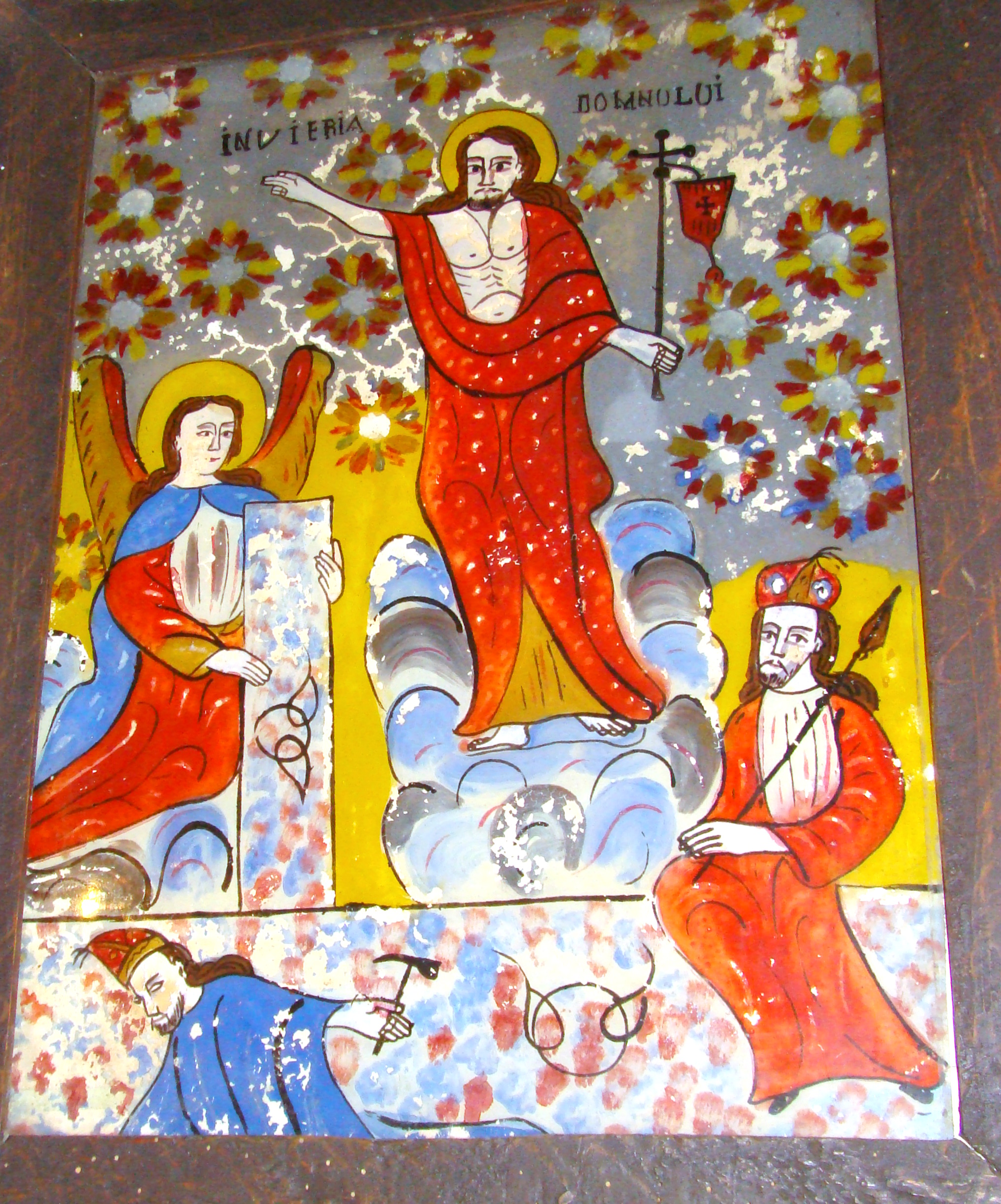
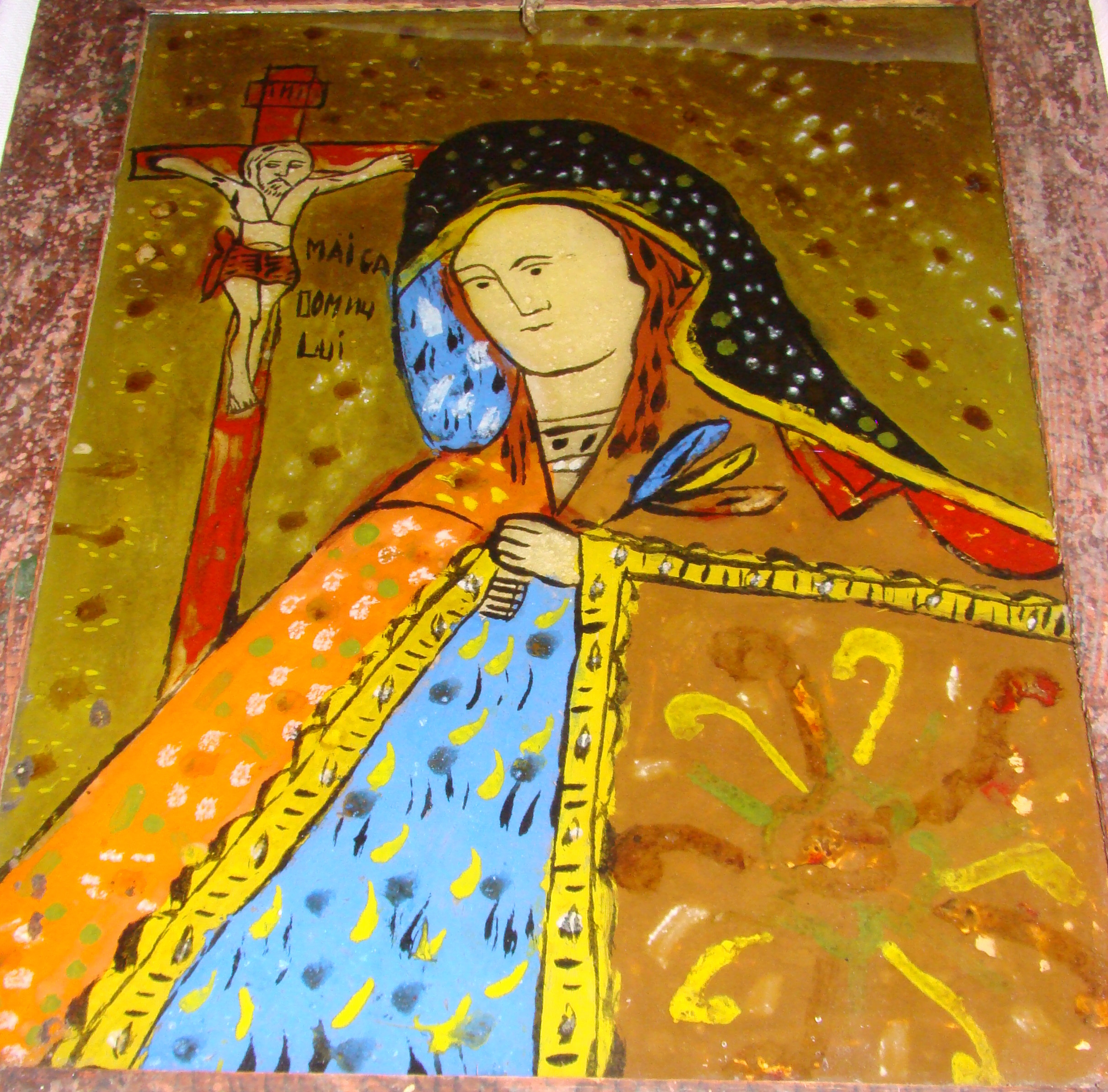
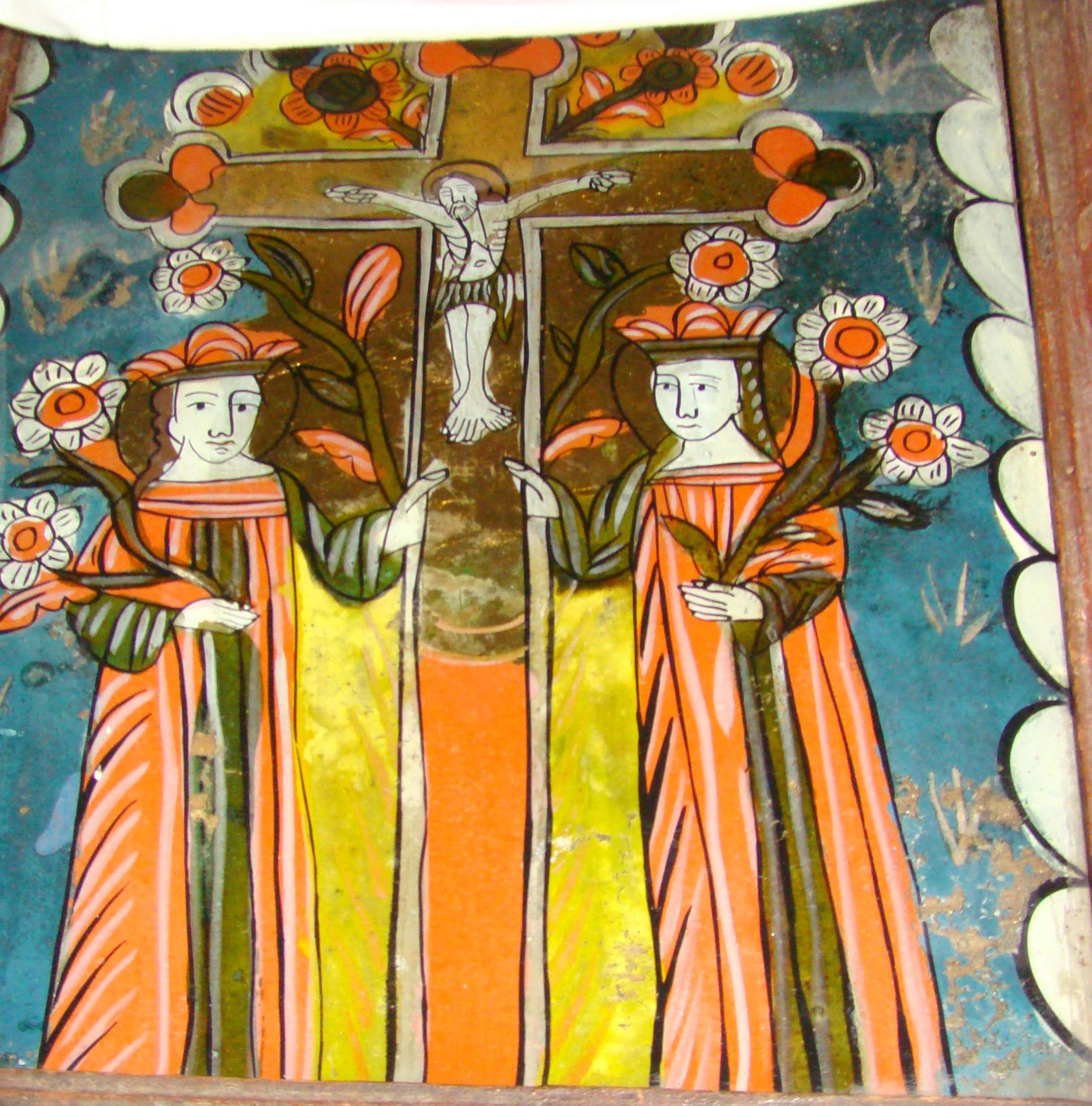
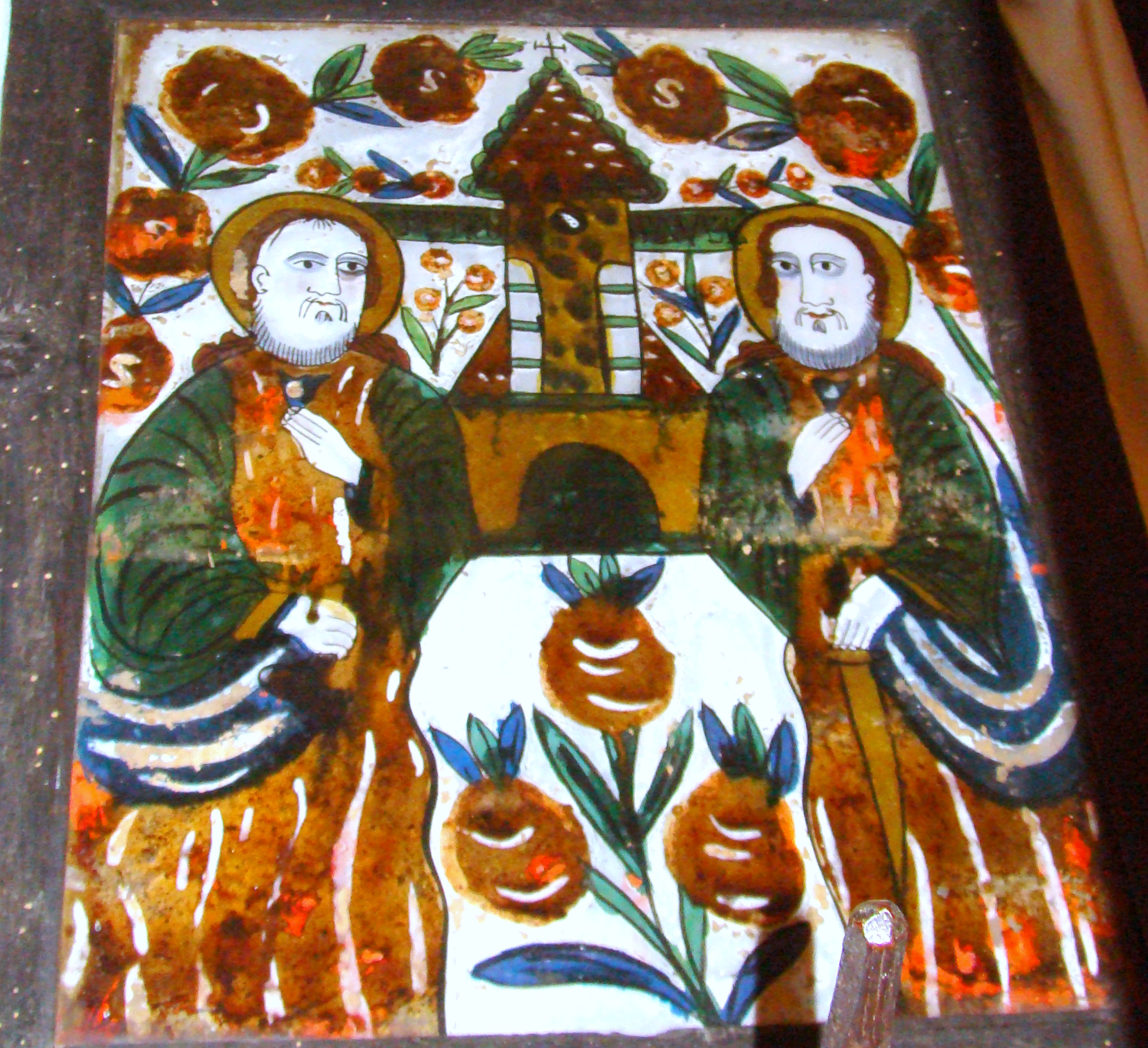
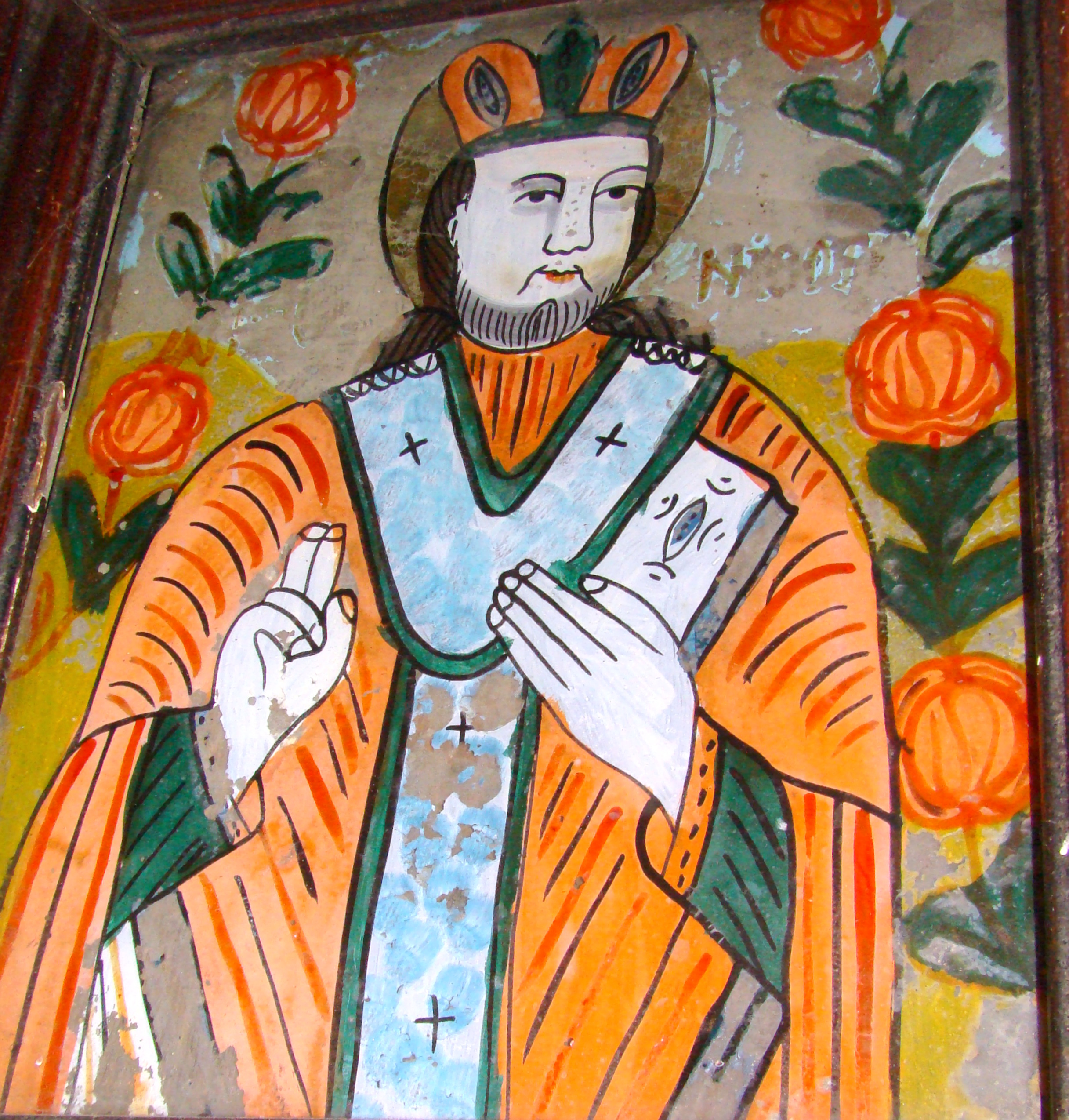
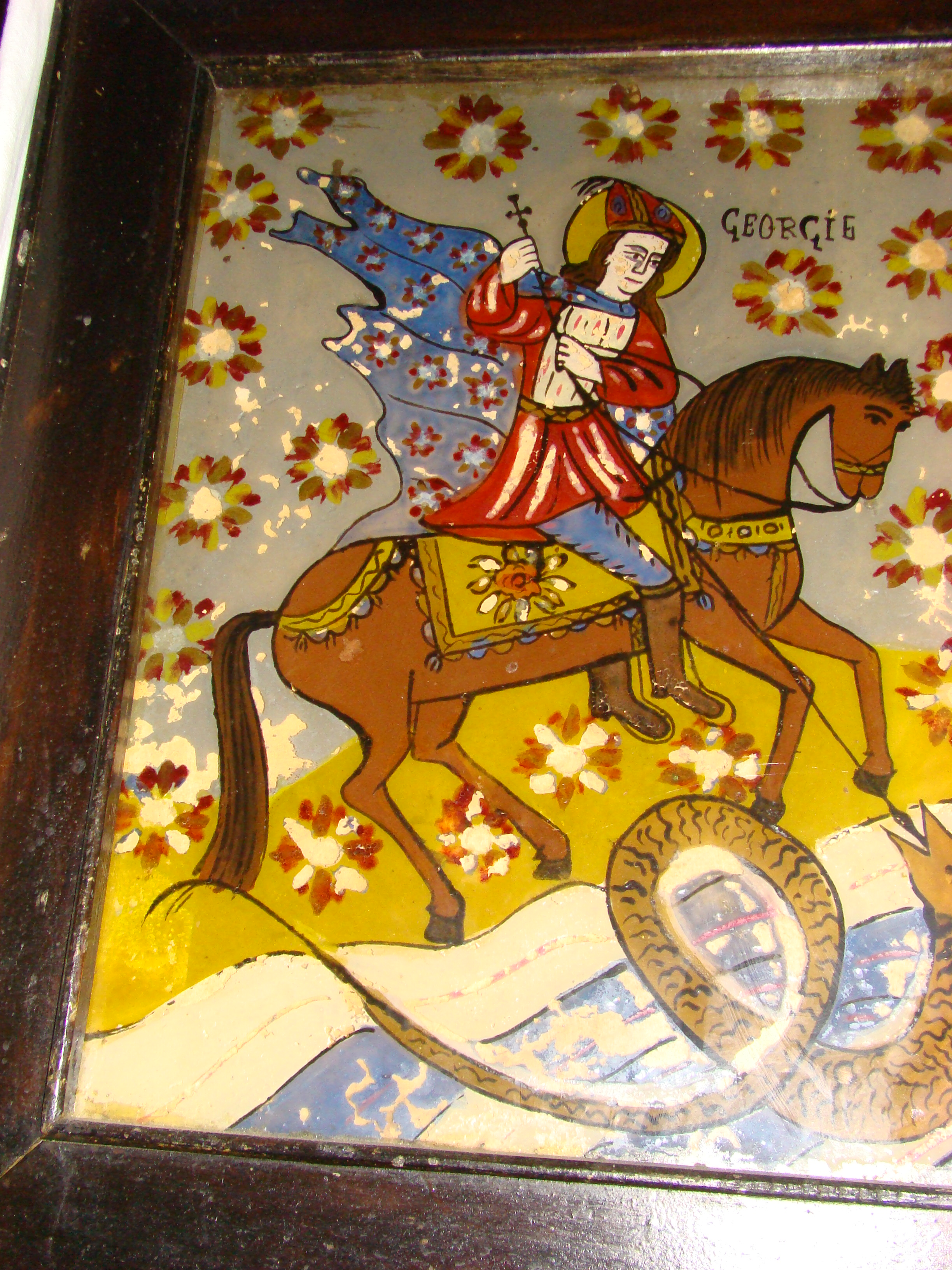
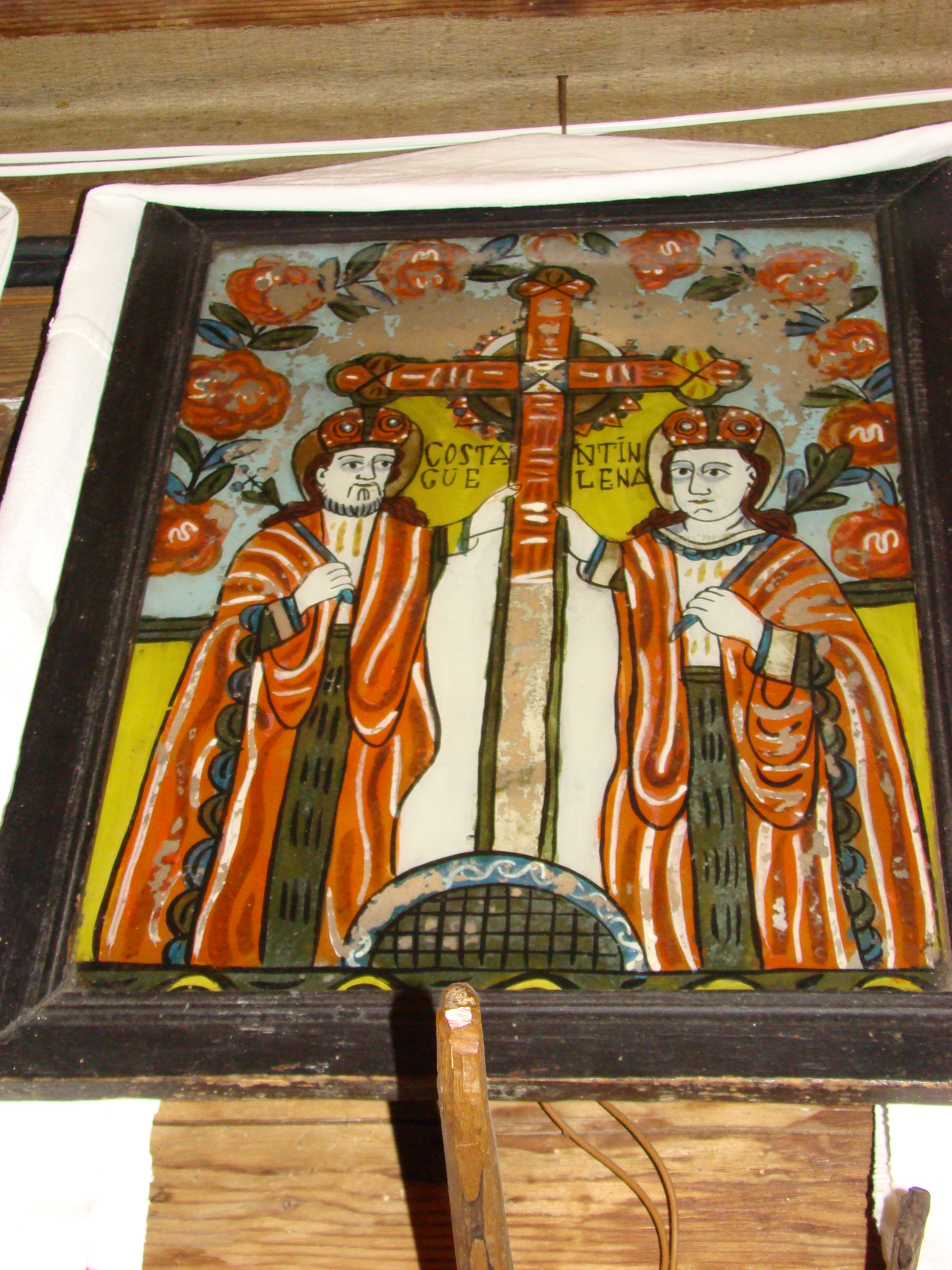
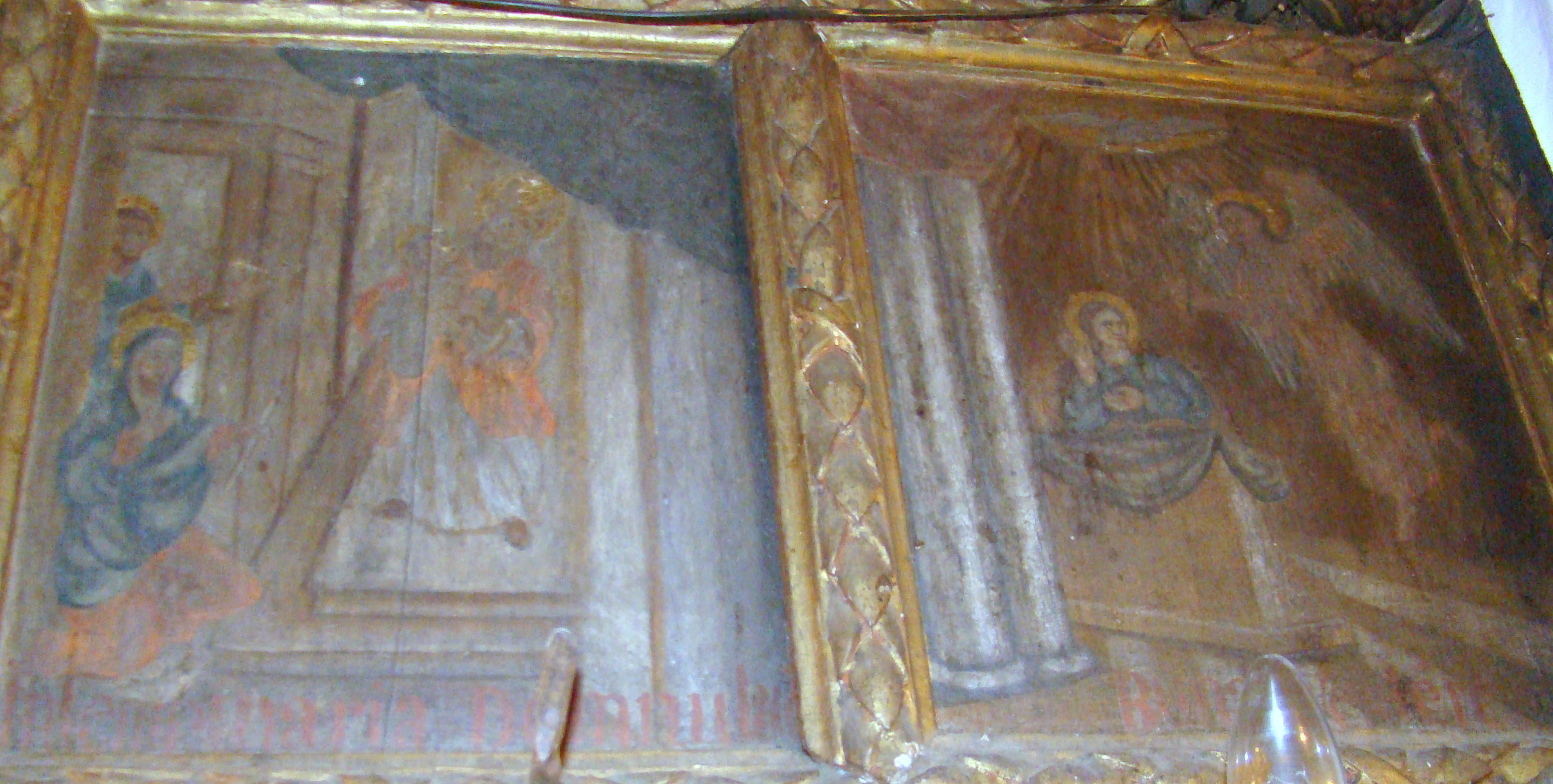
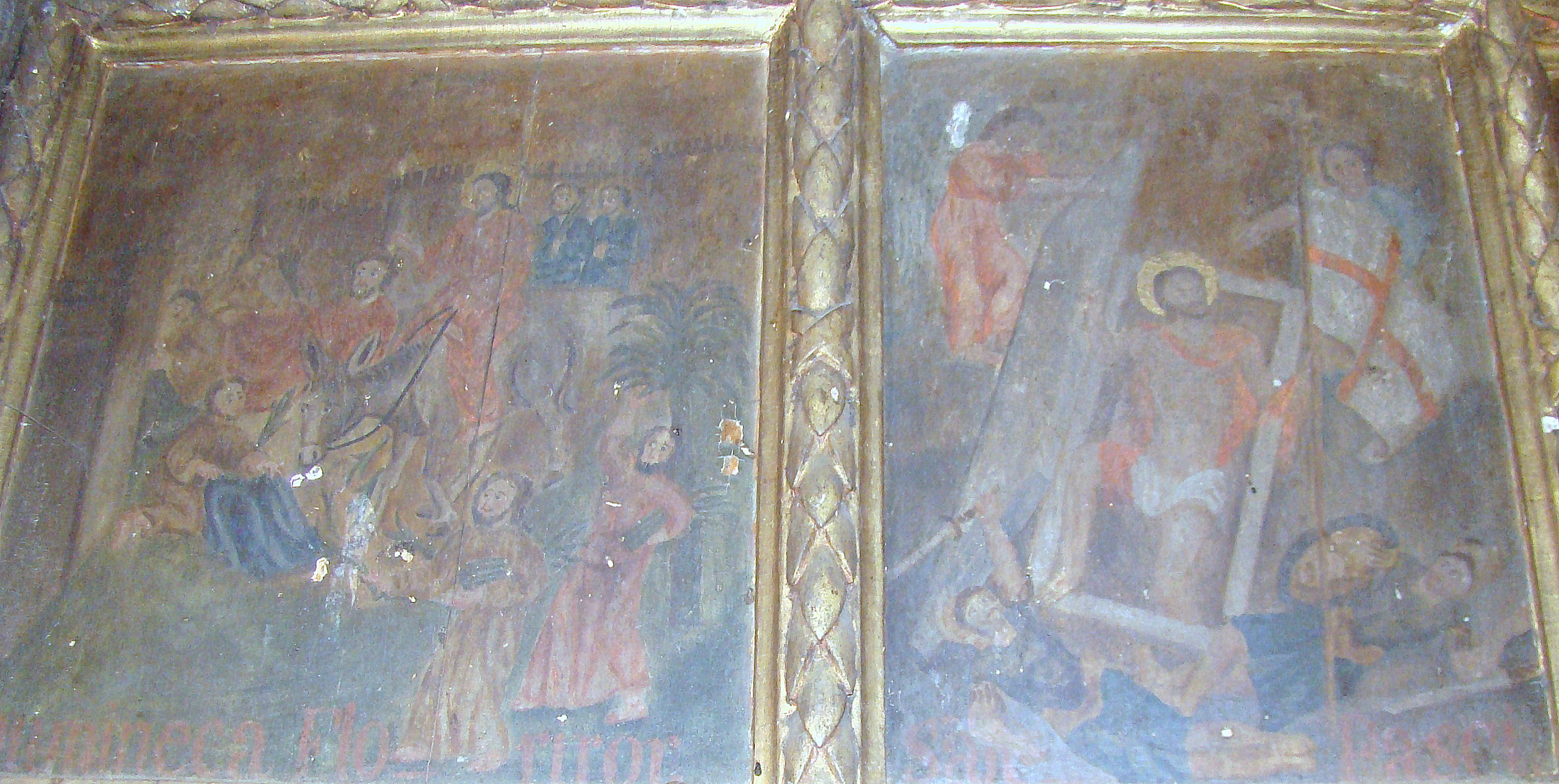
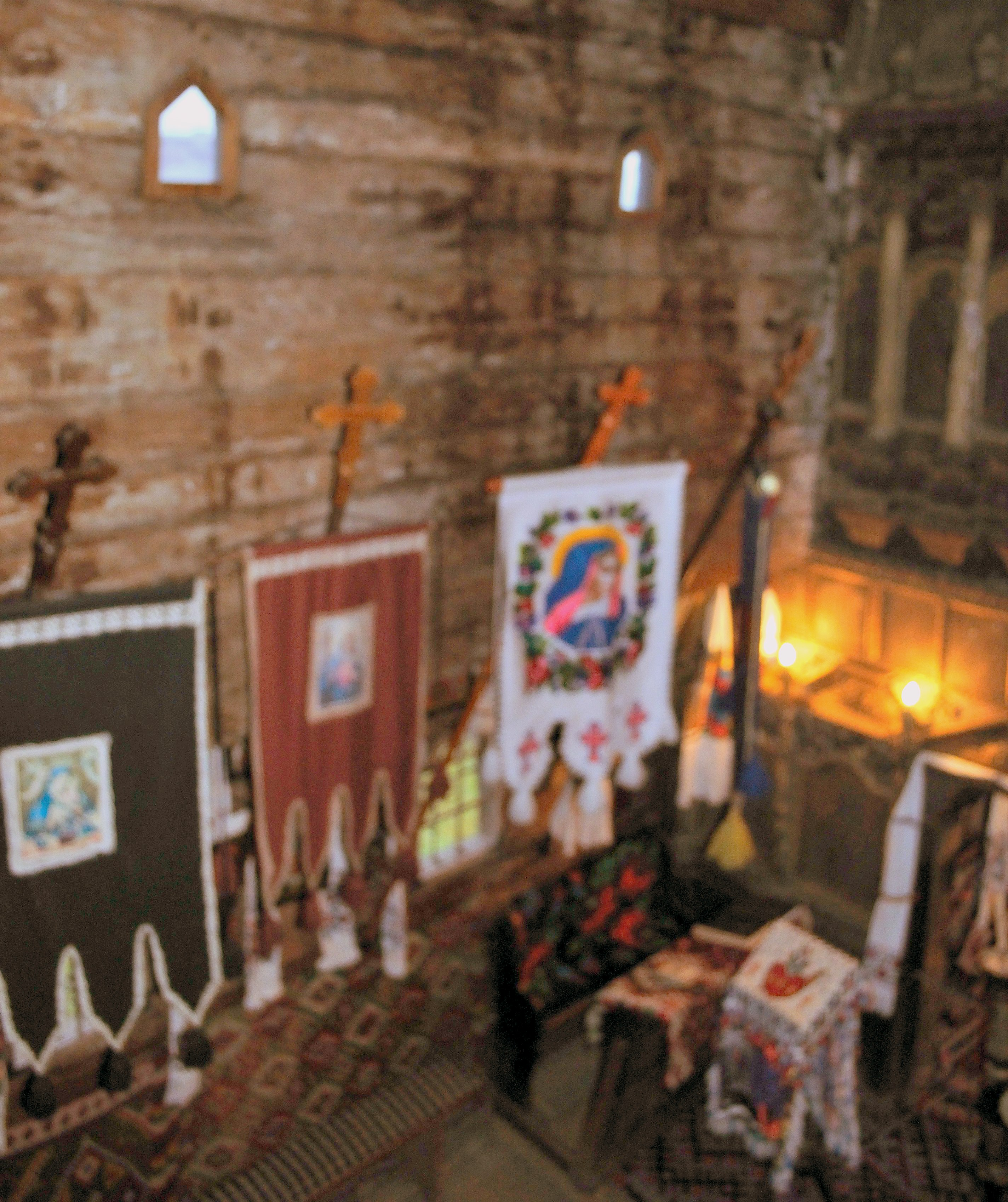
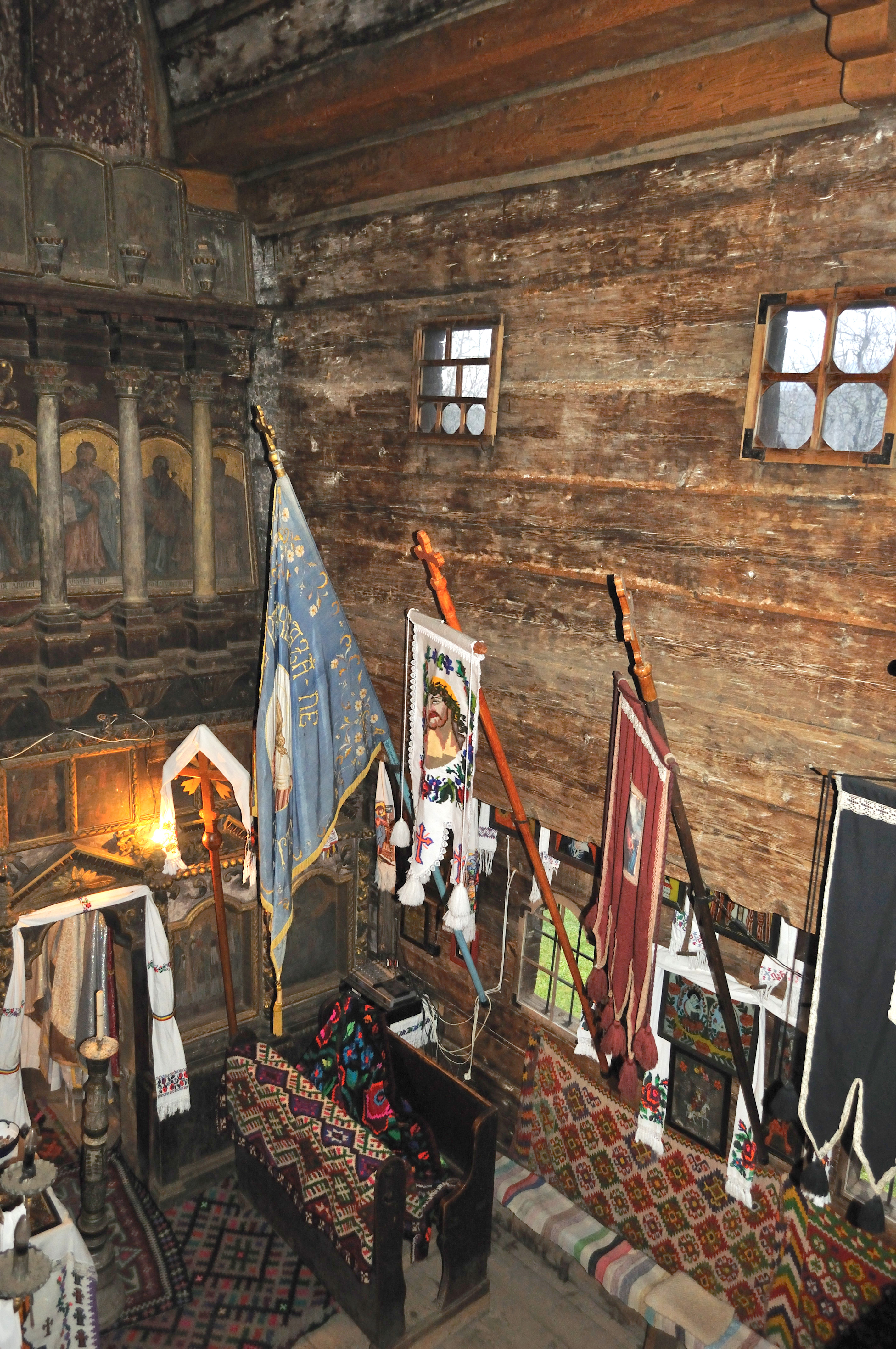

## Imagini din exterior

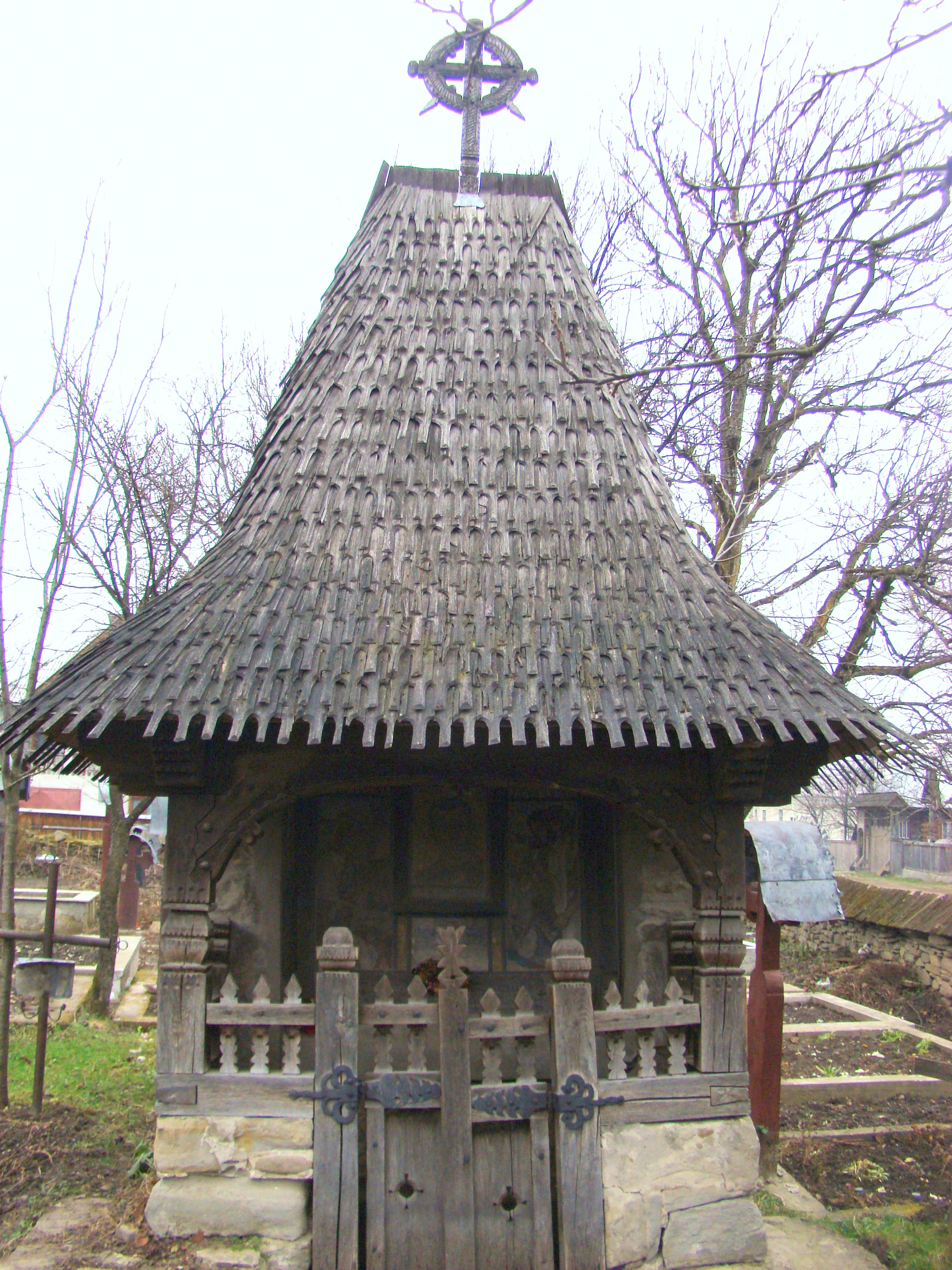
Portița de intrare în curtea bisericii
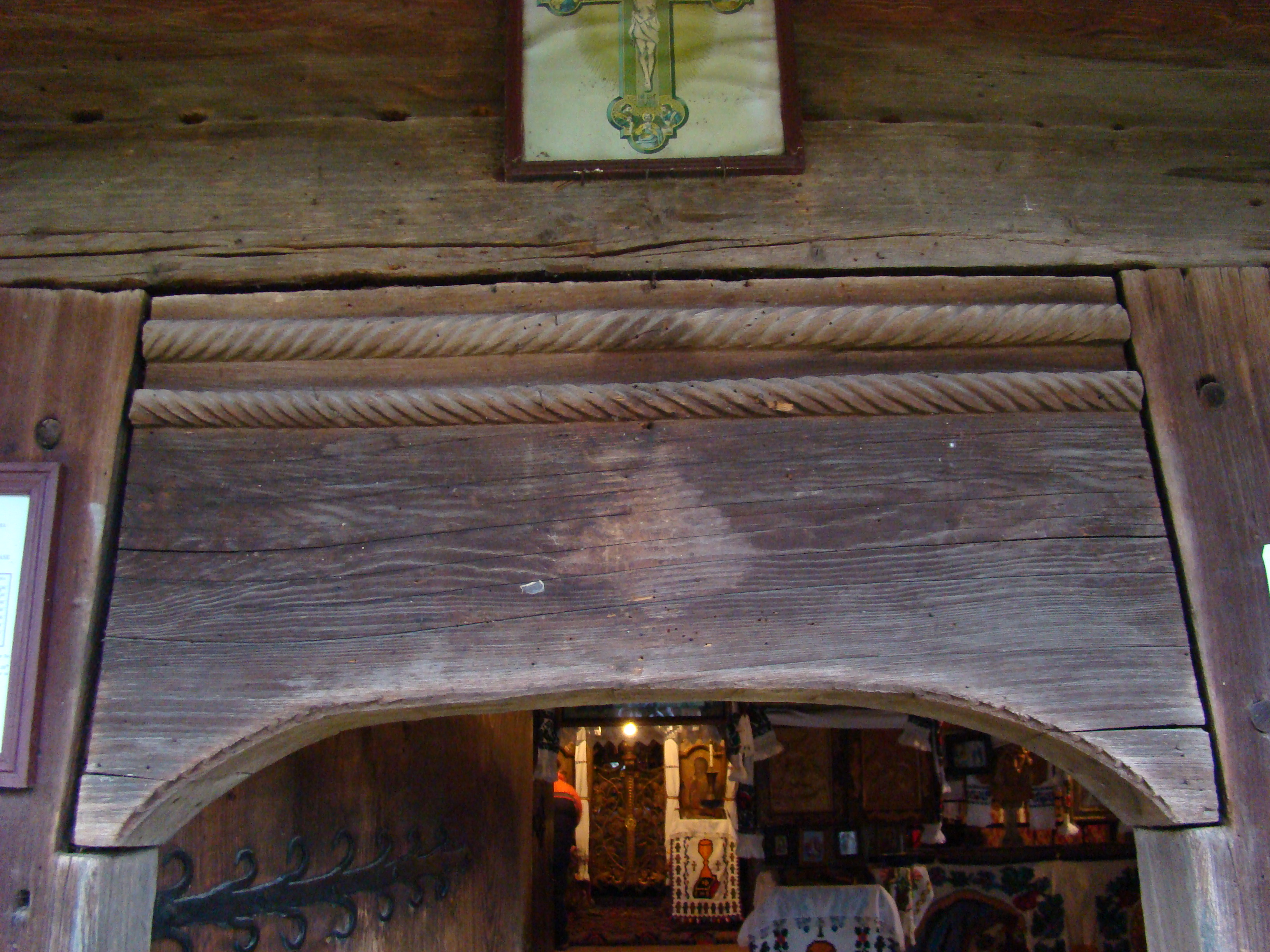
Detaliu portal
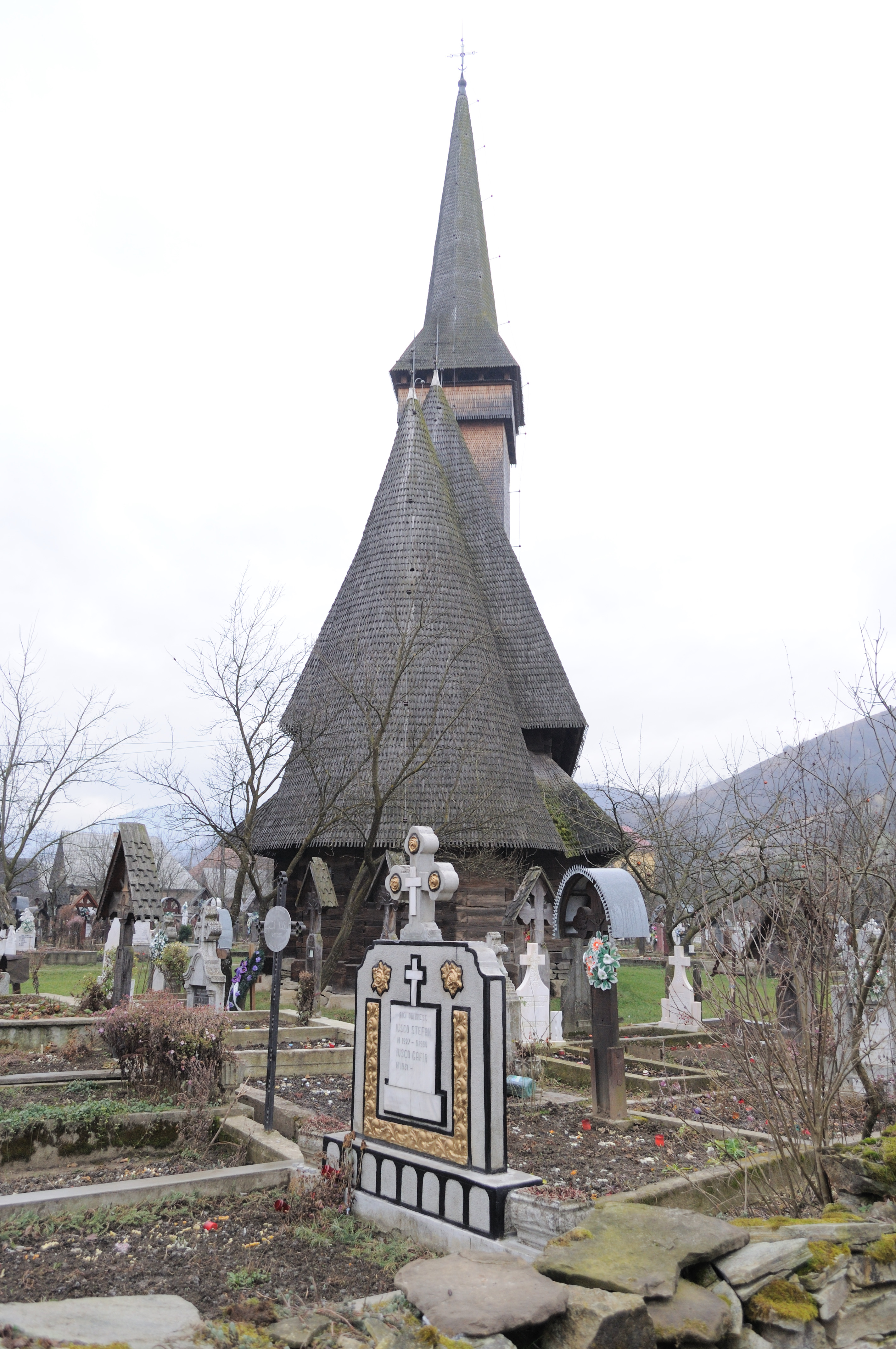
Biserica (răsărit)
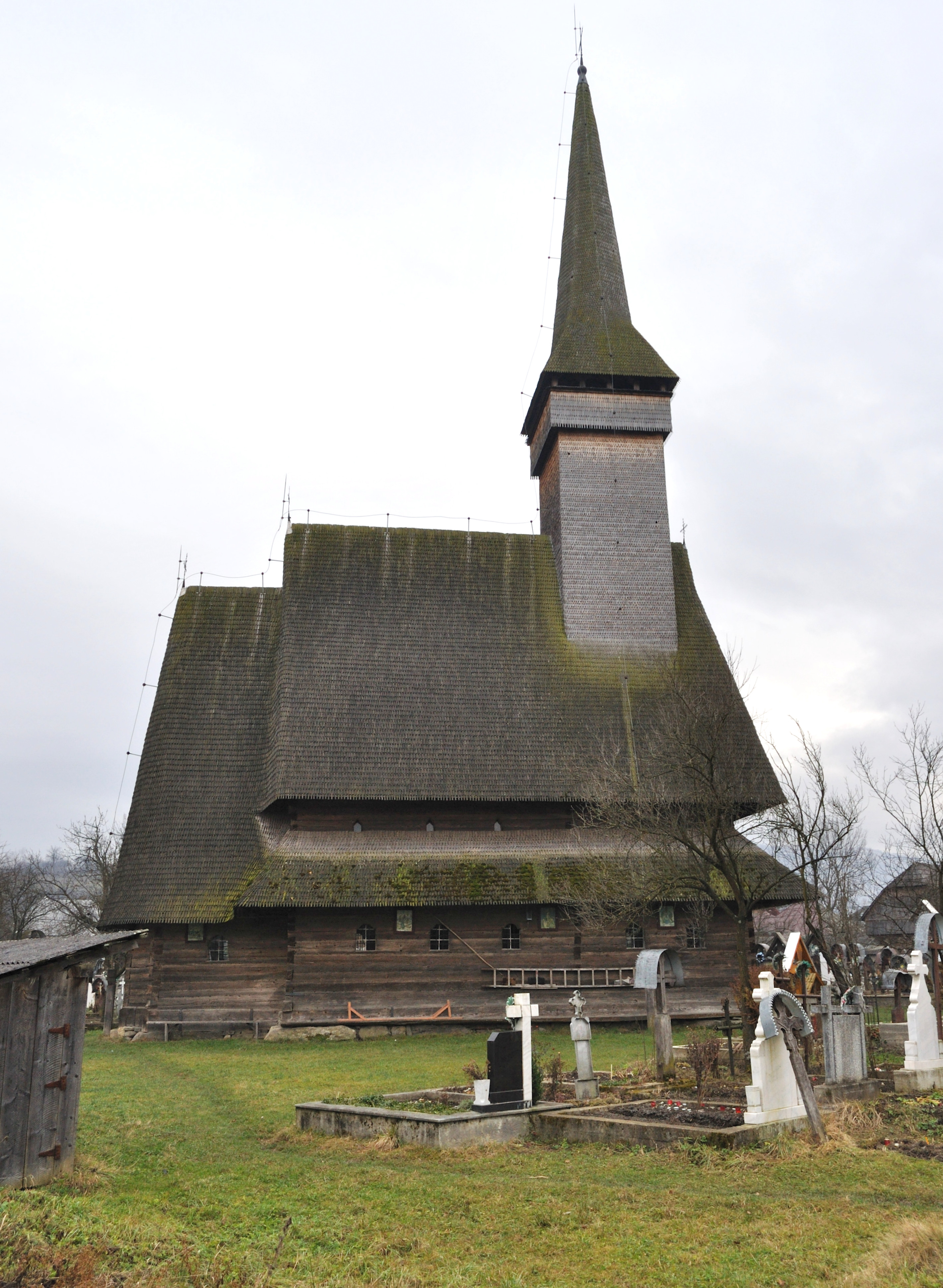
Biserica (nord)
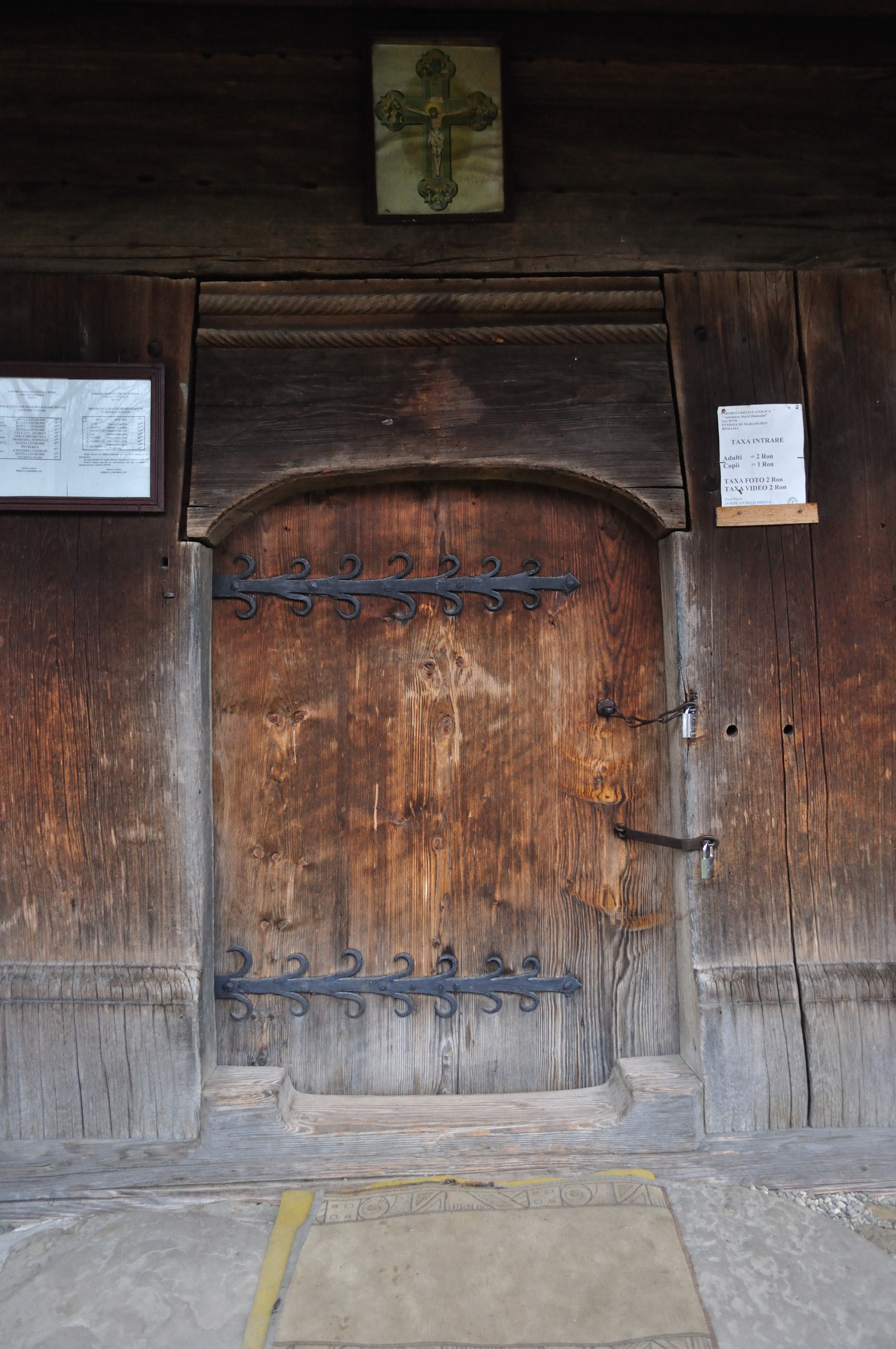
Ușa bisericii
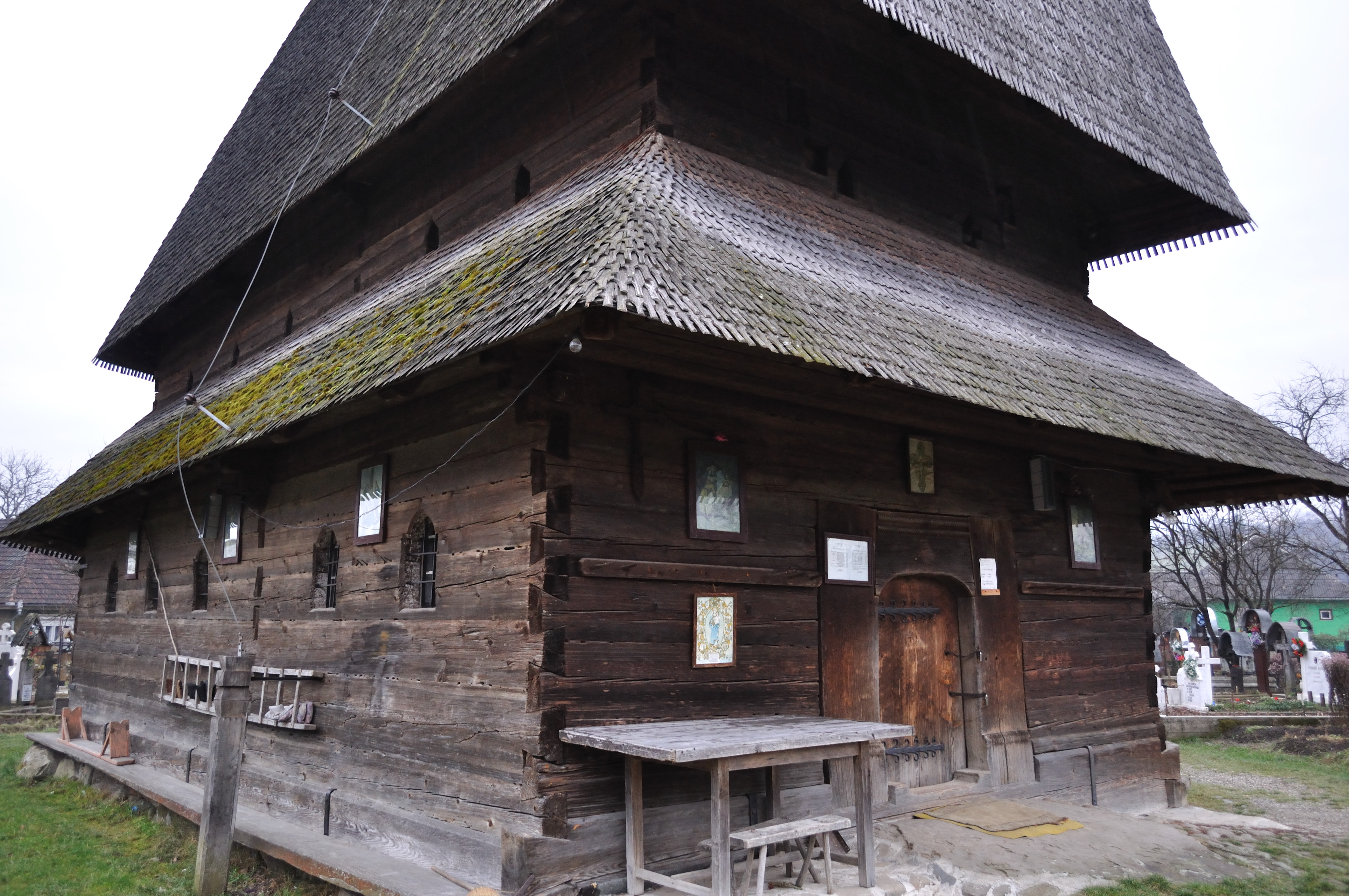
Butea
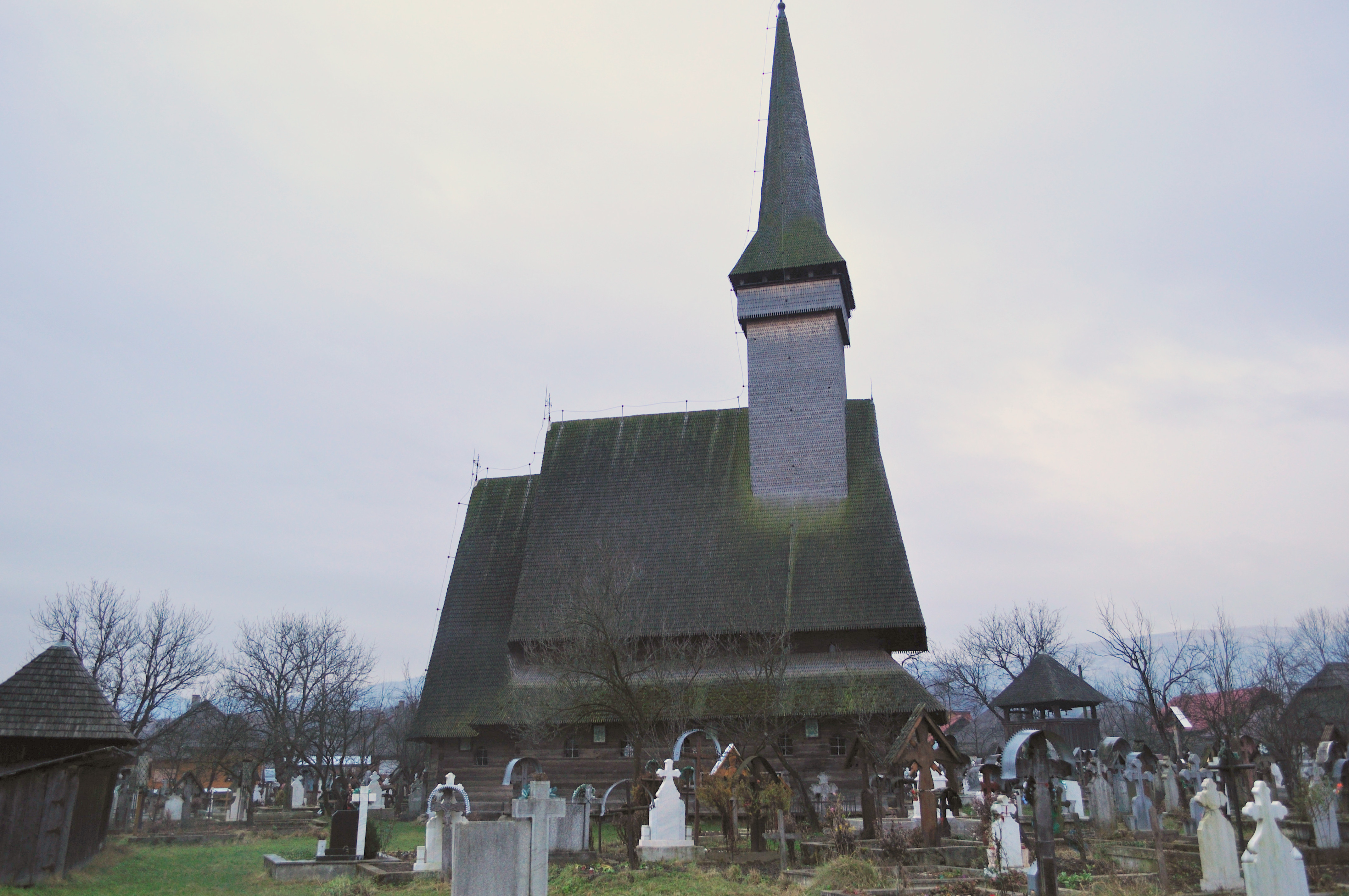
Înserare
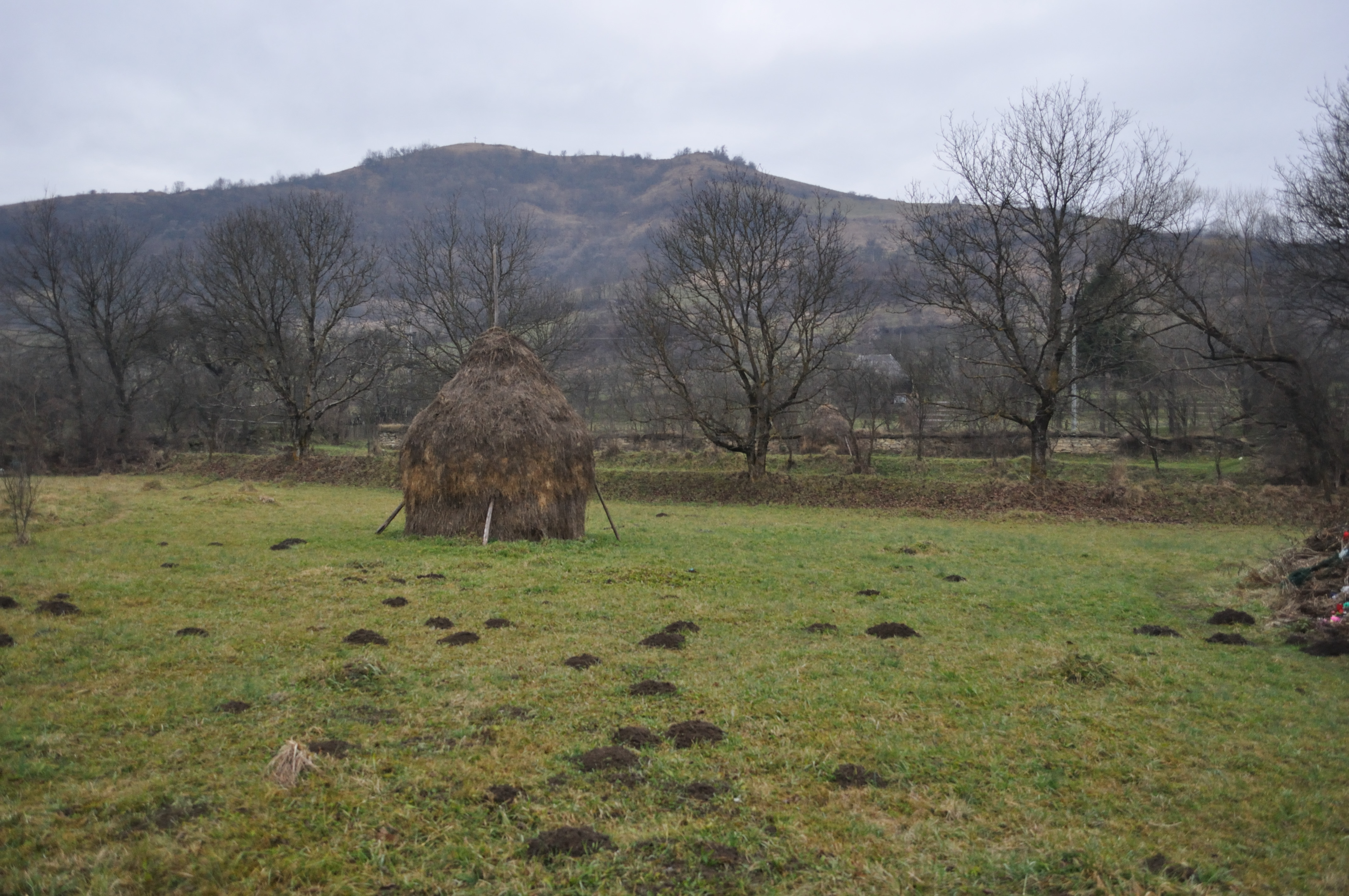
Împrejurimile bisericii
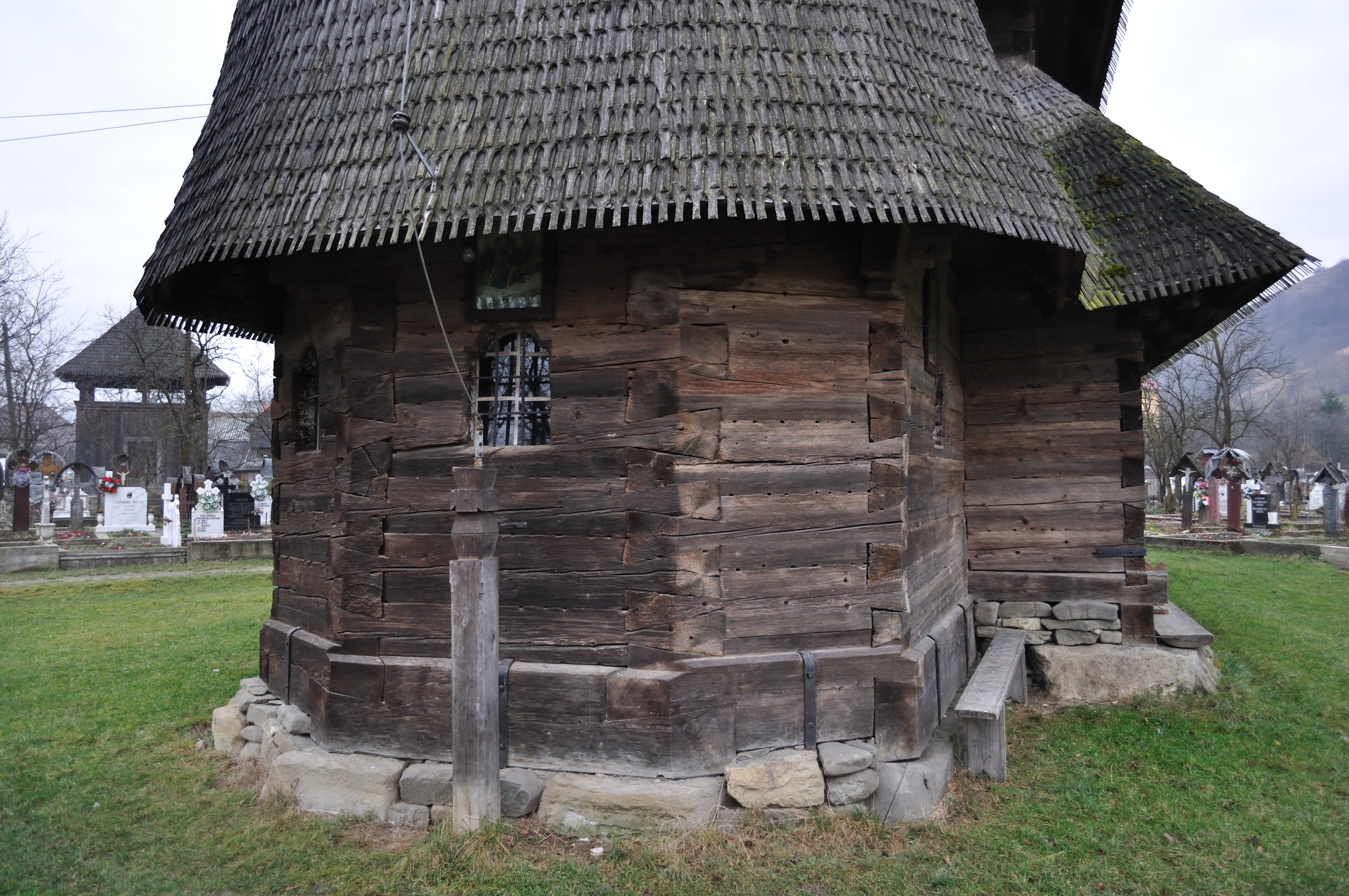
Dosul altarului
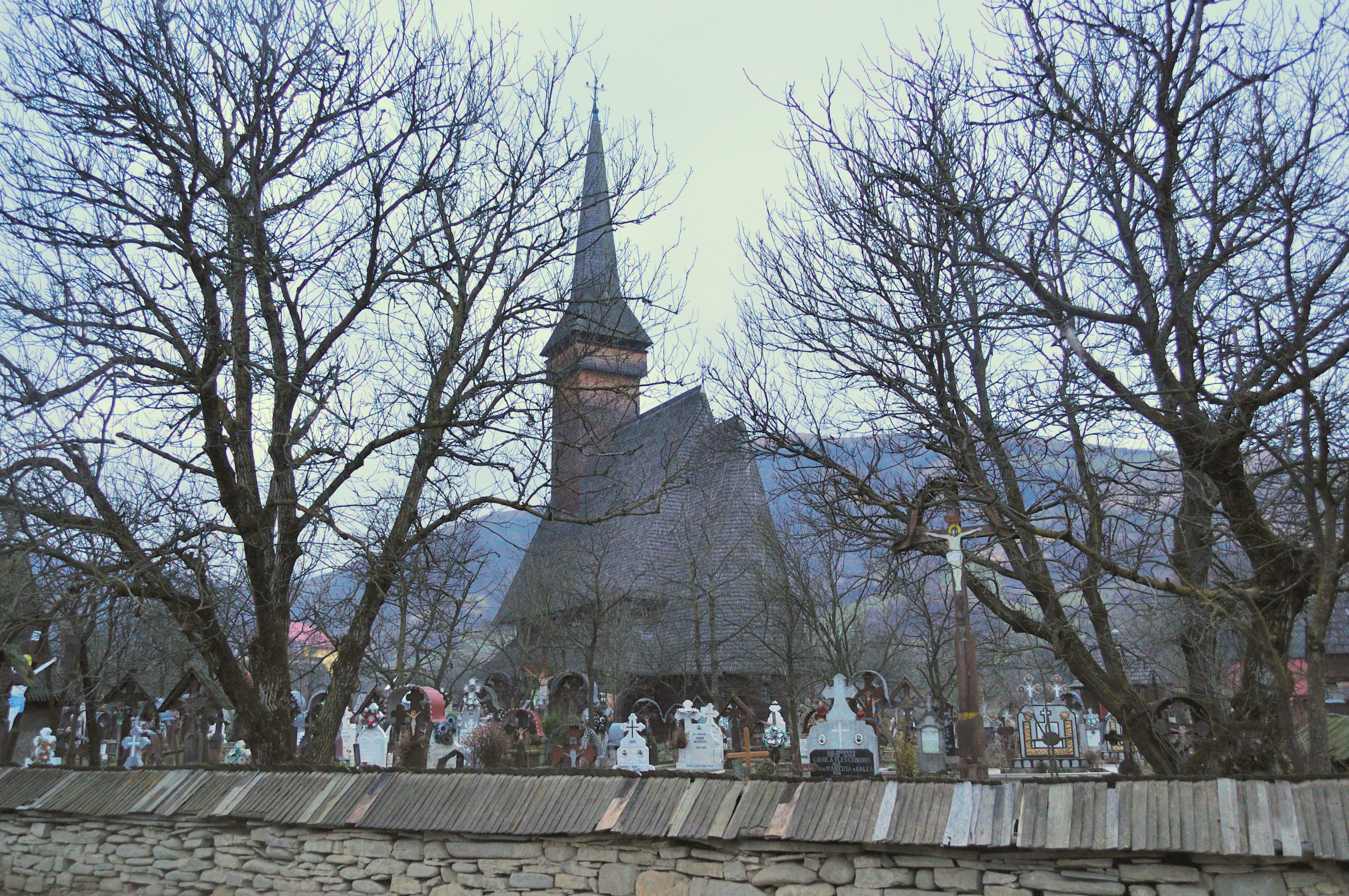
Biserica din drum